# 1812
Portal Geschichte | Portal Biografien | Aktuelle Ereignisse | Jahreskalender | Tagesartikel

◄ |
18. Jahrhundert |
19. Jahrhundert
| 20. Jahrhundert | ►

◄ |
1780er |
1790er |
1800er |
1810er
| 1820er | 1830er | 1840er | ►

◄◄ |
◄ |
1808 |
1809 |
1810 |
1811 |
1812
| 1813 | 1814 | 1815 | 1816 | ► | ►►
Staatsoberhäupter  · Nekrolog   · Musikjahr
| Januar | Januar | Januar | Januar | Januar | Januar | Januar | Januar |
| Kw     | Mo     | Di     | Mi     | Do     | Fr     | Sa     | So     |
| ------ | ------ | ------ | ------ | ------ | ------ | ------ | ------ |
| 1      |        |        | 1      | 2      | 3      | 4      | 5      |
| 2      | 6      | 7      | 8      | 9      | 10     | 11     | 12     |
| 3      | 13     | 14     | 15     | 16     | 17     | 18     | 19     |
| 4      | 20     | 21     | 22     | 23     | 24     | 25     | 26     |
| 5      | 27     | 28     | 29     | 30     | 31     |        |        |

| Februar | Februar | Februar | Februar | Februar | Februar | Februar | Februar |
| Kw      | Mo      | Di      | Mi      | Do      | Fr      | Sa      | So      |
| ------- | ------- | ------- | ------- | ------- | ------- | ------- | ------- |
| 5       |         |         |         |         |         | 1       | 2       |
| 6       | 3       | 4       | 5       | 6       | 7       | 8       | 9       |
| 7       | 10      | 11      | 12      | 13      | 14      | 15      | 16      |
| 8       | 17      | 18      | 19      | 20      | 21      | 22      | 23      |
| 9       | 24      | 25      | 26      | 27      | 28      | 29      |         |

| März | März | März | März | März | März | März | März |
| Kw   | Mo   | Di   | Mi   | Do   | Fr   | Sa   | So   |
| ---- | ---- | ---- | ---- | ---- | ---- | ---- | ---- |
| 9    |      |      |      |      |      |      | 1    |
| 10   | 2    | 3    | 4    | 5    | 6    | 7    | 8    |
| 11   | 9    | 10   | 11   | 12   | 13   | 14   | 15   |
| 12   | 16   | 17   | 18   | 19   | 20   | 21   | 22   |
| 13   | 23   | 24   | 25   | 26   | 27   | 28   | 29   |
| 14   | 30   | 31   |      |      |      |      |      |

| April | April | April | April | April | April | April | April |
| Kw    | Mo    | Di    | Mi    | Do    | Fr    | Sa    | So    |
| ----- | ----- | ----- | ----- | ----- | ----- | ----- | ----- |
| 14    |       |       | 1     | 2     | 3     | 4     | 5     |
| 15    | 6     | 7     | 8     | 9     | 10    | 11    | 12    |
| 16    | 13    | 14    | 15    | 16    | 17    | 18    | 19    |
| 17    | 20    | 21    | 22    | 23    | 24    | 25    | 26    |
| 18    | 27    | 28    | 29    | 30    |       |       |       |

| Mai | Mai | Mai | Mai | Mai | Mai | Mai | Mai |
| Kw  | Mo  | Di  | Mi  | Do  | Fr  | Sa  | So  |
| --- | --- | --- | --- | --- | --- | --- | --- |
| 18  |     |     |     |     | 1   | 2   | 3   |
| 19  | 4   | 5   | 6   | 7   | 8   | 9   | 10  |
| 20  | 11  | 12  | 13  | 14  | 15  | 16  | 17  |
| 21  | 18  | 19  | 20  | 21  | 22  | 23  | 24  |
| 22  | 25  | 26  | 27  | 28  | 29  | 30  | 31  |

| Juni | Juni | Juni | Juni | Juni | Juni | Juni | Juni |
| Kw   | Mo   | Di   | Mi   | Do   | Fr   | Sa   | So   |
| ---- | ---- | ---- | ---- | ---- | ---- | ---- | ---- |
| 23   | 1    | 2    | 3    | 4    | 5    | 6    | 7    |
| 24   | 8    | 9    | 10   | 11   | 12   | 13   | 14   |
| 25   | 15   | 16   | 17   | 18   | 19   | 20   | 21   |
| 26   | 22   | 23   | 24   | 25   | 26   | 27   | 28   |
| 27   | 29   | 30   |      |      |      |      |      |

| Juli | Juli | Juli | Juli | Juli | Juli | Juli | Juli |
| Kw   | Mo   | Di   | Mi   | Do   | Fr   | Sa   | So   |
| ---- | ---- | ---- | ---- | ---- | ---- | ---- | ---- |
| 27   |      |      | 1    | 2    | 3    | 4    | 5    |
| 28   | 6    | 7    | 8    | 9    | 10   | 11   | 12   |
| 29   | 13   | 14   | 15   | 16   | 17   | 18   | 19   |
| 30   | 20   | 21   | 22   | 23   | 24   | 25   | 26   |
| 31   | 27   | 28   | 29   | 30   | 31   |      |      |

| August | August | August | August | August | August | August | August |
| Kw     | Mo     | Di     | Mi     | Do     | Fr     | Sa     | So     |
| ------ | ------ | ------ | ------ | ------ | ------ | ------ | ------ |
| 31     |        |        |        |        |        | 1      | 2      |
| 32     | 3      | 4      | 5      | 6      | 7      | 8      | 9      |
| 33     | 10     | 11     | 12     | 13     | 14     | 15     | 16     |
| 34     | 17     | 18     | 19     | 20     | 21     | 22     | 23     |
| 35     | 24     | 25     | 26     | 27     | 28     | 29     | 30     |
| 36     | 31     |        |        |        |        |        |        |

| September | September | September | September | September | September | September | September |
| Kw        | Mo        | Di        | Mi        | Do        | Fr        | Sa        | So        |
| --------- | --------- | --------- | --------- | --------- | --------- | --------- | --------- |
| 36        |           | 1         | 2         | 3         | 4         | 5         | 6         |
| 37        | 7         | 8         | 9         | 10        | 11        | 12        | 13        |
| 38        | 14        | 15        | 16        | 17        | 18        | 19        | 20        |
| 39        | 21        | 22        | 23        | 24        | 25        | 26        | 27        |
| 40        | 28        | 29        | 30        |           |           |           |           |

| Oktober | Oktober | Oktober | Oktober | Oktober | Oktober | Oktober | Oktober |
| Kw      | Mo      | Di      | Mi      | Do      | Fr      | Sa      | So      |
| ------- | ------- | ------- | ------- | ------- | ------- | ------- | ------- |
| 40      |         |         |         | 1       | 2       | 3       | 4       |
| 41      | 5       | 6       | 7       | 8       | 9       | 10      | 11      |
| 42      | 12      | 13      | 14      | 15      | 16      | 17      | 18      |
| 43      | 19      | 20      | 21      | 22      | 23      | 24      | 25      |
| 44      | 26      | 27      | 28      | 29      | 30      | 31      |         |

| November | November | November | November | November | November | November | November |
| Kw       | Mo       | Di       | Mi       | Do       | Fr       | Sa       | So       |
| -------- | -------- | -------- | -------- | -------- | -------- | -------- | -------- |
| 44       |          |          |          |          |          |          | 1        |
| 45       | 2        | 3        | 4        | 5        | 6        | 7        | 8        |
| 46       | 9        | 10       | 11       | 12       | 13       | 14       | 15       |
| 47       | 16       | 17       | 18       | 19       | 20       | 21       | 22       |
| 48       | 23       | 24       | 25       | 26       | 27       | 28       | 29       |
| 49       | 30       |          |          |          |          |          |          |

| Dezember | Dezember | Dezember | Dezember | Dezember | Dezember | Dezember | Dezember |
| Kw       | Mo       | Di       | Mi       | Do       | Fr       | Sa       | So       |
| -------- | -------- | -------- | -------- | -------- | -------- | -------- | -------- |
| 49       |          | 1        | 2        | 3        | 4        | 5        | 6        |
| 50       | 7        | 8        | 9        | 10       | 11       | 12       | 13       |
| 51       | 14       | 15       | 16       | 17       | 18       | 19       | 20       |
| 52       | 21       | 22       | 23       | 24       | 25       | 26       | 27       |
| 53       | 28       | 29       | 30       | 31       |          |          |          |

| Januar | Januar | Januar | Januar | Januar | Januar | Januar | Januar |
| Kw     | Mo     | Di     | Mi     | Do     | Fr     | Sa     | So     |
| ------ | ------ | ------ | ------ | ------ | ------ | ------ | ------ |
| 1      |        |        | 1      | 2      | 3      | 4      | 5      |
| 2      | 6      | 7      | 8      | 9      | 10     | 11     | 12     |
| 3      | 13     | 14     | 15     | 16     | 17     | 18     | 19     |
| 4      | 20     | 21     | 22     | 23     | 24     | 25     | 26     |
| 5      | 27     | 28     | 29     | 30     | 31     |        |        |

| Februar | Februar | Februar | Februar | Februar | Februar | Februar | Februar |
| Kw      | Mo      | Di      | Mi      | Do      | Fr      | Sa      | So      |
| ------- | ------- | ------- | ------- | ------- | ------- | ------- | ------- |
| 5       |         |         |         |         |         | 1       | 2       |
| 6       | 3       | 4       | 5       | 6       | 7       | 8       | 9       |
| 7       | 10      | 11      | 12      | 13      | 14      | 15      | 16      |
| 8       | 17      | 18      | 19      | 20      | 21      | 22      | 23      |
| 9       | 24      | 25      | 26      | 27      | 28      | 29      |         |

| März | März | März | März | März | März | März | März |
| Kw   | Mo   | Di   | Mi   | Do   | Fr   | Sa   | So   |
| ---- | ---- | ---- | ---- | ---- | ---- | ---- | ---- |
| 9    |      |      |      |      |      |      | 1    |
| 10   | 2    | 3    | 4    | 5    | 6    | 7    | 8    |
| 11   | 9    | 10   | 11   | 12   | 13   | 14   | 15   |
| 12   | 16   | 17   | 18   | 19   | 20   | 21   | 22   |
| 13   | 23   | 24   | 25   | 26   | 27   | 28   | 29   |
| 14   | 30   | 31   |      |      |      |      |      |

| April | April | April | April | April | April | April | April |
| Kw    | Mo    | Di    | Mi    | Do    | Fr    | Sa    | So    |
| ----- | ----- | ----- | ----- | ----- | ----- | ----- | ----- |
| 14    |       |       | 1     | 2     | 3     | 4     | 5     |
| 15    | 6     | 7     | 8     | 9     | 10    | 11    | 12    |
| 16    | 13    | 14    | 15    | 16    | 17    | 18    | 19    |
| 17    | 20    | 21    | 22    | 23    | 24    | 25    | 26    |
| 18    | 27    | 28    | 29    | 30    |       |       |       |

| Mai | Mai | Mai | Mai | Mai | Mai | Mai | Mai |
| Kw  | Mo  | Di  | Mi  | Do  | Fr  | Sa  | So  |
| --- | --- | --- | --- | --- | --- | --- | --- |
| 18  |     |     |     |     | 1   | 2   | 3   |
| 19  | 4   | 5   | 6   | 7   | 8   | 9   | 10  |
| 20  | 11  | 12  | 13  | 14  | 15  | 16  | 17  |
| 21  | 18  | 19  | 20  | 21  | 22  | 23  | 24  |
| 22  | 25  | 26  | 27  | 28  | 29  | 30  | 31  |

| Juni | Juni | Juni | Juni | Juni | Juni | Juni | Juni |
| Kw   | Mo   | Di   | Mi   | Do   | Fr   | Sa   | So   |
| ---- | ---- | ---- | ---- | ---- | ---- | ---- | ---- |
| 23   | 1    | 2    | 3    | 4    | 5    | 6    | 7    |
| 24   | 8    | 9    | 10   | 11   | 12   | 13   | 14   |
| 25   | 15   | 16   | 17   | 18   | 19   | 20   | 21   |
| 26   | 22   | 23   | 24   | 25   | 26   | 27   | 28   |
| 27   | 29   | 30   |      |      |      |      |      |

| Juli | Juli | Juli | Juli | Juli | Juli | Juli | Juli |
| Kw   | Mo   | Di   | Mi   | Do   | Fr   | Sa   | So   |
| ---- | ---- | ---- | ---- | ---- | ---- | ---- | ---- |
| 27   |      |      | 1    | 2    | 3    | 4    | 5    |
| 28   | 6    | 7    | 8    | 9    | 10   | 11   | 12   |
| 29   | 13   | 14   | 15   | 16   | 17   | 18   | 19   |
| 30   | 20   | 21   | 22   | 23   | 24   | 25   | 26   |
| 31   | 27   | 28   | 29   | 30   | 31   |      |      |

| August | August | August | August | August | August | August | August |
| Kw     | Mo     | Di     | Mi     | Do     | Fr     | Sa     | So     |
| ------ | ------ | ------ | ------ | ------ | ------ | ------ | ------ |
| 31     |        |        |        |        |        | 1      | 2      |
| 32     | 3      | 4      | 5      | 6      | 7      | 8      | 9      |
| 33     | 10     | 11     | 12     | 13     | 14     | 15     | 16     |
| 34     | 17     | 18     | 19     | 20     | 21     | 22     | 23     |
| 35     | 24     | 25     | 26     | 27     | 28     | 29     | 30     |
| 36     | 31     |        |        |        |        |        |        |

| September | September | September | September | September | September | September | September |
| Kw        | Mo        | Di        | Mi        | Do        | Fr        | Sa        | So        |
| --------- | --------- | --------- | --------- | --------- | --------- | --------- | --------- |
| 36        |           | 1         | 2         | 3         | 4         | 5         | 6         |
| 37        | 7         | 8         | 9         | 10        | 11        | 12        | 13        |
| 38        | 14        | 15        | 16        | 17        | 18        | 19        | 20        |
| 39        | 21        | 22        | 23        | 24        | 25        | 26        | 27        |
| 40        | 28        | 29        | 30        |           |           |           |           |

| Oktober | Oktober | Oktober | Oktober | Oktober | Oktober | Oktober | Oktober |
| Kw      | Mo      | Di      | Mi      | Do      | Fr      | Sa      | So      |
| ------- | ------- | ------- | ------- | ------- | ------- | ------- | ------- |
| 40      |         |         |         | 1       | 2       | 3       | 4       |
| 41      | 5       | 6       | 7       | 8       | 9       | 10      | 11      |
| 42      | 12      | 13      | 14      | 15      | 16      | 17      | 18      |
| 43      | 19      | 20      | 21      | 22      | 23      | 24      | 25      |
| 44      | 26      | 27      | 28      | 29      | 30      | 31      |         |

| November | November | November | November | November | November | November | November |
| Kw       | Mo       | Di       | Mi       | Do       | Fr       | Sa       | So       |
| -------- | -------- | -------- | -------- | -------- | -------- | -------- | -------- |
| 44       |          |          |          |          |          |          | 1        |
| 45       | 2        | 3        | 4        | 5        | 6        | 7        | 8        |
| 46       | 9        | 10       | 11       | 12       | 13       | 14       | 15       |
| 47       | 16       | 17       | 18       | 19       | 20       | 21       | 22       |
| 48       | 23       | 24       | 25       | 26       | 27       | 28       | 29       |
| 49       | 30       |          |          |          |          |          |          |

| Dezember | Dezember | Dezember | Dezember | Dezember | Dezember | Dezember | Dezember |
| Kw       | Mo       | Di       | Mi       | Do       | Fr       | Sa       | So       |
| -------- | -------- | -------- | -------- | -------- | -------- | -------- | -------- |
| 49       |          | 1        | 2        | 3        | 4        | 5        | 6        |
| 50       | 7        | 8        | 9        | 10       | 11       | 12       | 13       |
| 51       | 14       | 15       | 16       | 17       | 18       | 19       | 20       |
| 52       | 21       | 22       | 23       | 24       | 25       | 26       | 27       |
| 53       | 28       | 29       | 30       | 31       |          |          |          |

## Ereignisse

### Politik und Weltgeschehen

#### Frankreich und der Russlandfeldzug 1812

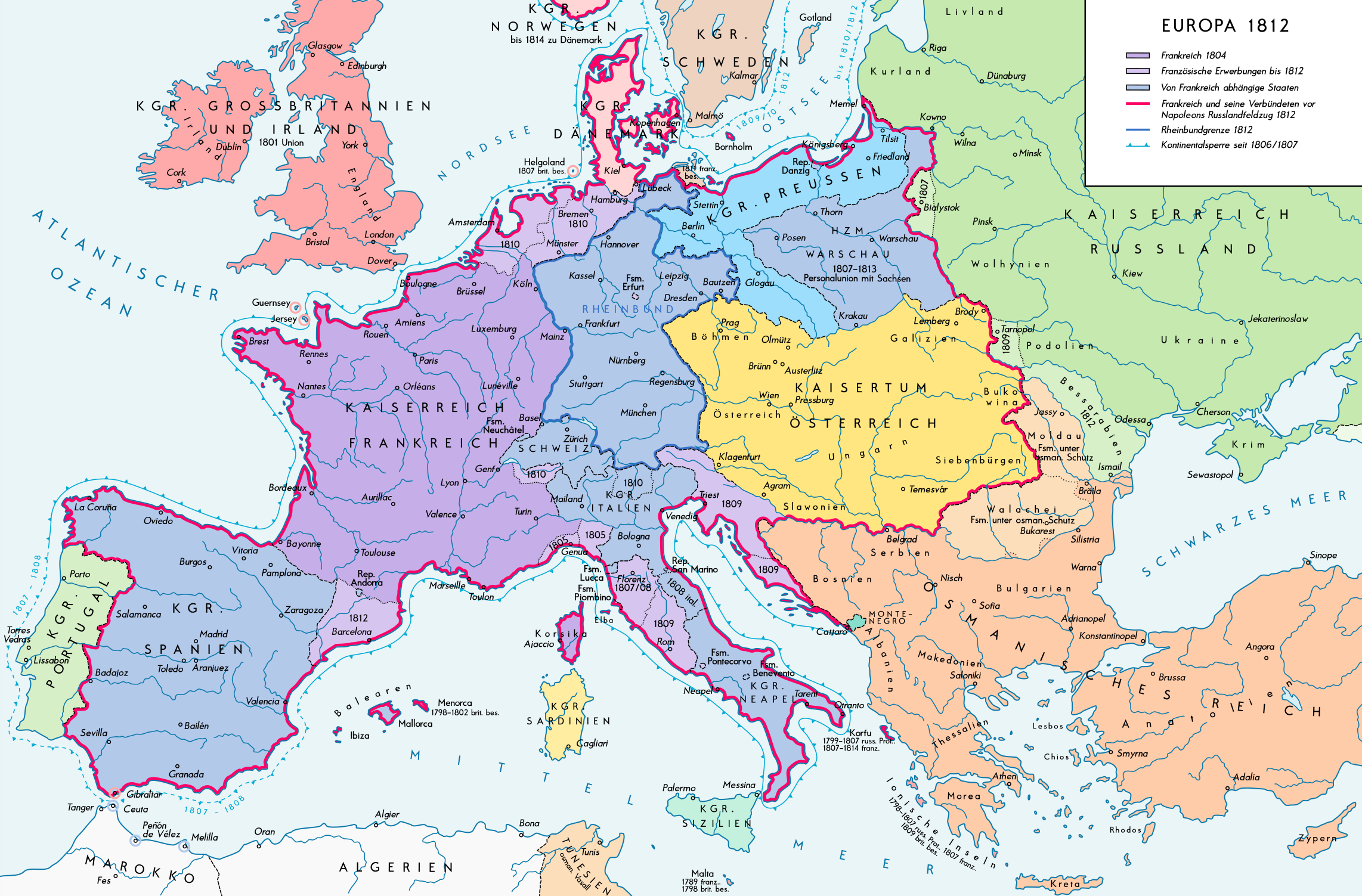
Die Ausgangslage vor dem Russlandfeldzug 1812: Europa unter französischer Vorherrschaft

- 24. Februar: Preußens König Friedrich Wilhelm III. geht unter französischem Druck ein Bündnis mit Napoleon Bonaparte für den Krieg gegen Russland ein.
- 24. Märzjul. / 5. Aprilgreg.: Russland und Schweden schließen im Vertrag von Sankt Petersburg ein gegen Frankreich gerichtetes Bündnis.[1]
- 28. Mai: Der Frieden von Bukarest beendet den sechsten Russisch-Türkischen Krieg. Das unterlegene Osmanische Reich muss Gebiete im Kaukasus sowie eine Hälfte des Fürstentums Moldau, das spätere Bessarabien, an Russland abtreten.
- 12. Junijul. / 24. Junigreg.: Napoleon befiehlt bei Kaunas den Bau von drei Schiffsbrücken und den Übergang über die Memel. Damit überschreitet er die Grenze und greift Russland an. Der Russlandfeldzug 1812 beginnt. Bis zum 30. Juni folgt die Grande Armée mit rund 500.000 Soldaten.

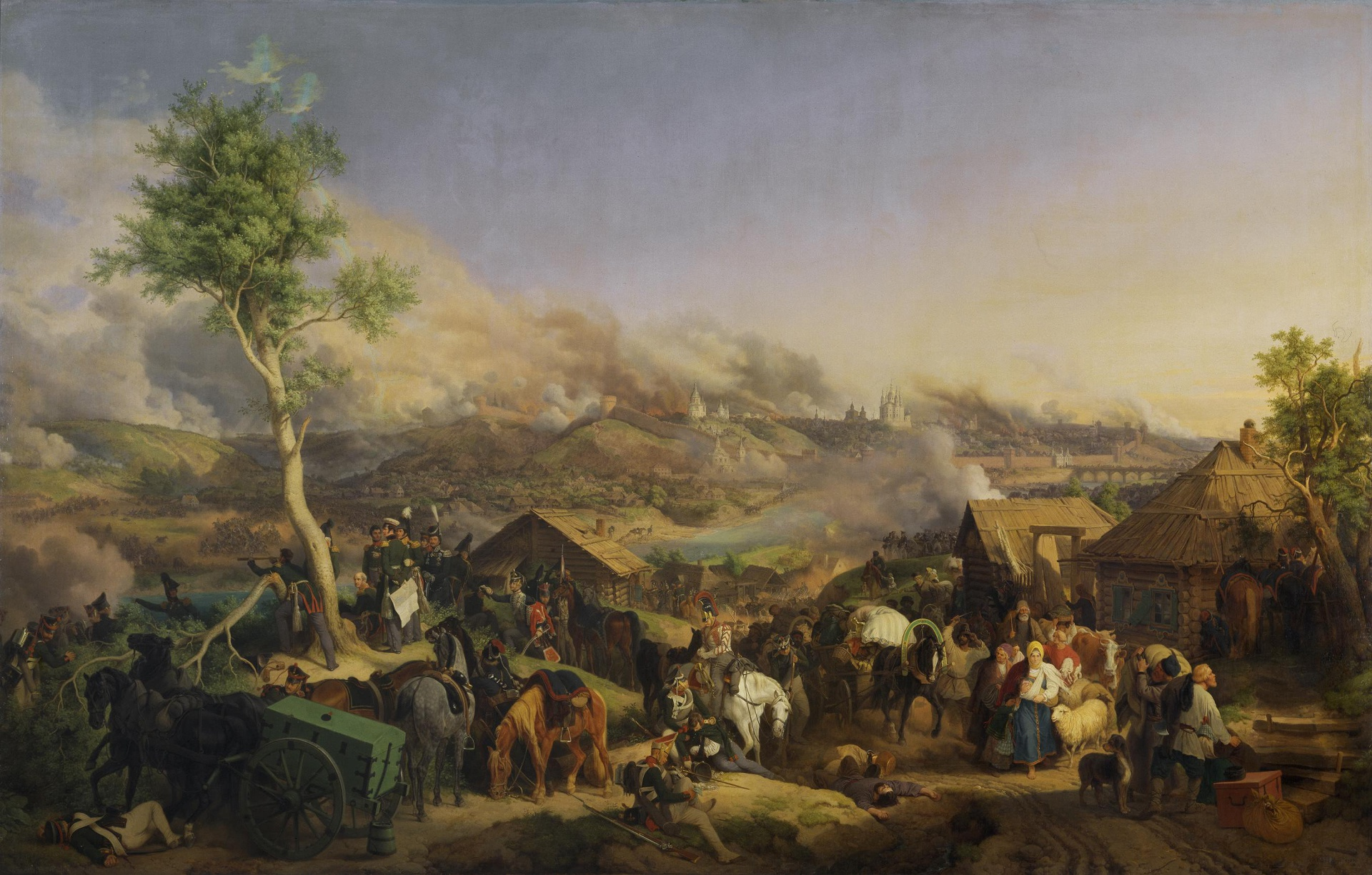
Schlacht bei Smolensk, Peter von Hess

- 5. Augustjul. / 17. Augustgreg.: Auf seinem Weg nach Moskau siegt das Heer Napoleon Bonapartes in der Schlacht um Smolensk über die russische Westarmee unter Michael Andreas Barclay de Tolly. Die Stadt Smolensk ist bei der Eroberung allerdings in Brand geraten und war für die Franzosen praktisch wertlos. Die Hoffnung Napoleons, die Kaiserlich Russische Armee zum entscheidenden Kampf und damit zur Vernichtung zu stellen, erfüllt sich nicht.

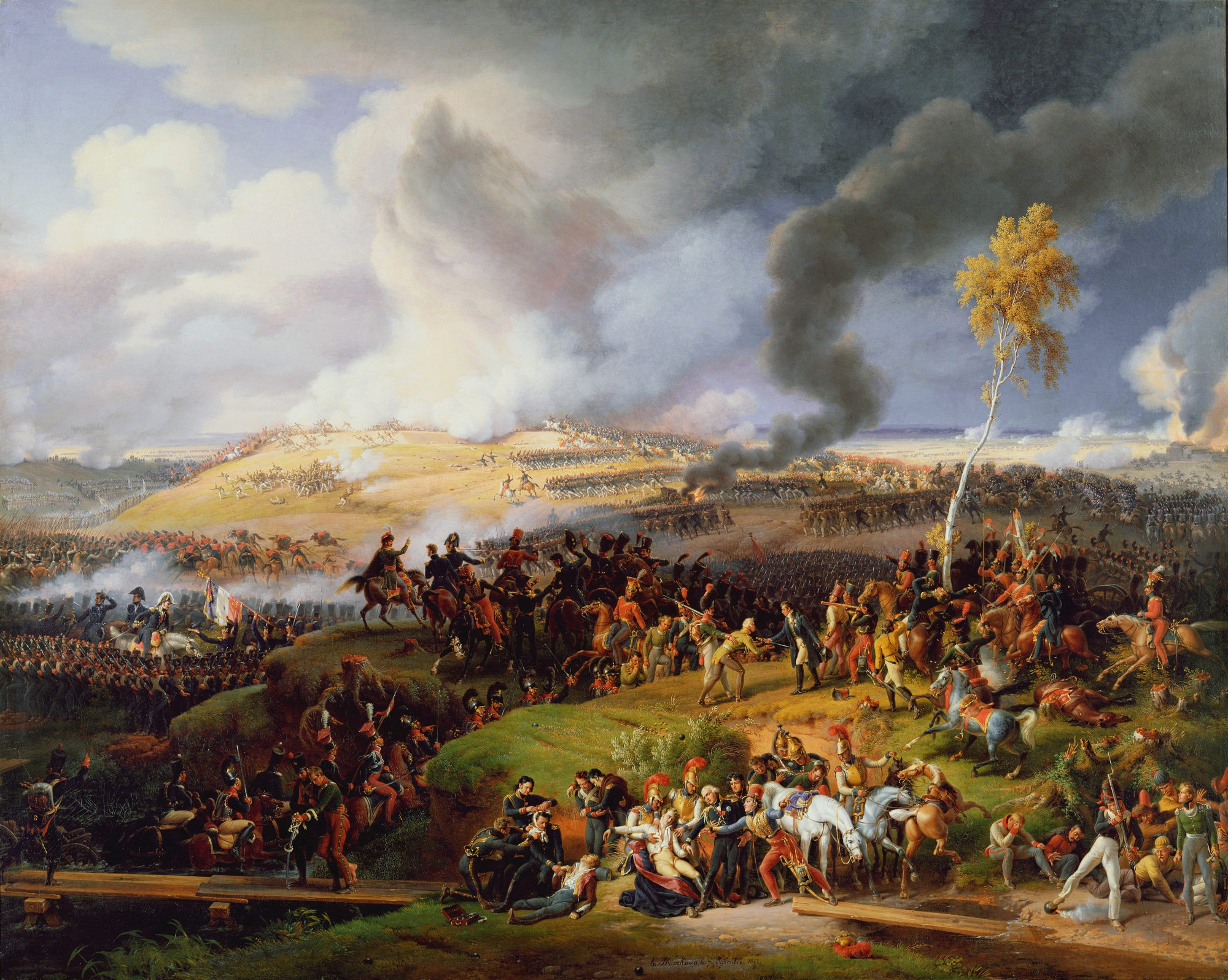
Schlacht von Borodino

- 26. Augustjul. / 7. Septembergreg.: Die Grande Armée besiegt unter großen Verlusten die russische Armee unter Marschall Michail Illarionowitsch Kutusow in der Schlacht von Borodino, einer der blutigsten Schlachten des 19. Jahrhunderts. Der Weg nach Moskau ist für Napoleon Bonaparte damit frei.

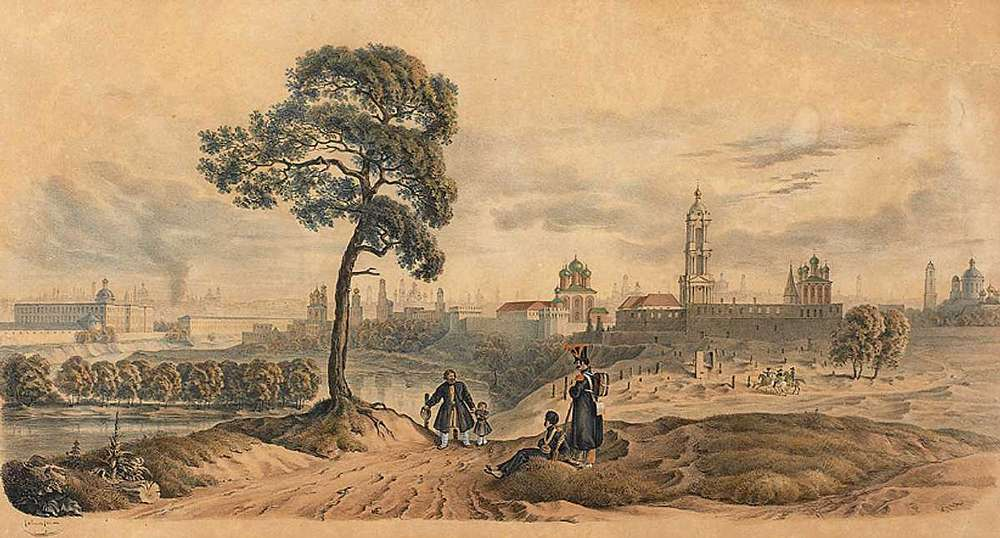
Faber: Moskau 1812

- 2. Septemberjul. / 14. Septembergreg.: Napoleon zieht kampflos in Moskau ein. In der Stadt bricht Feuer aus, das weite Teile der Stadt zerstört.
- 7. Oktoberjul. / 19. Oktobergreg.: Napoleon verlässt Moskau. Es beginnt der fluchtartige Rückzug der Grande Armée aus Russland, der sich bis in den Dezember hinzieht.
- 23. Oktober: General Claude François de Malet und einige Mitverschwörer unternehmen den Versuch eines Staatsstreichs gegen Napoleon, der jedoch scheitert. Die Verschwörer werden am 29. Oktober hingerichtet. Nur Abbé Jean-Baptiste Lafon und einem weiteren Geistlichen gelingt die Flucht.

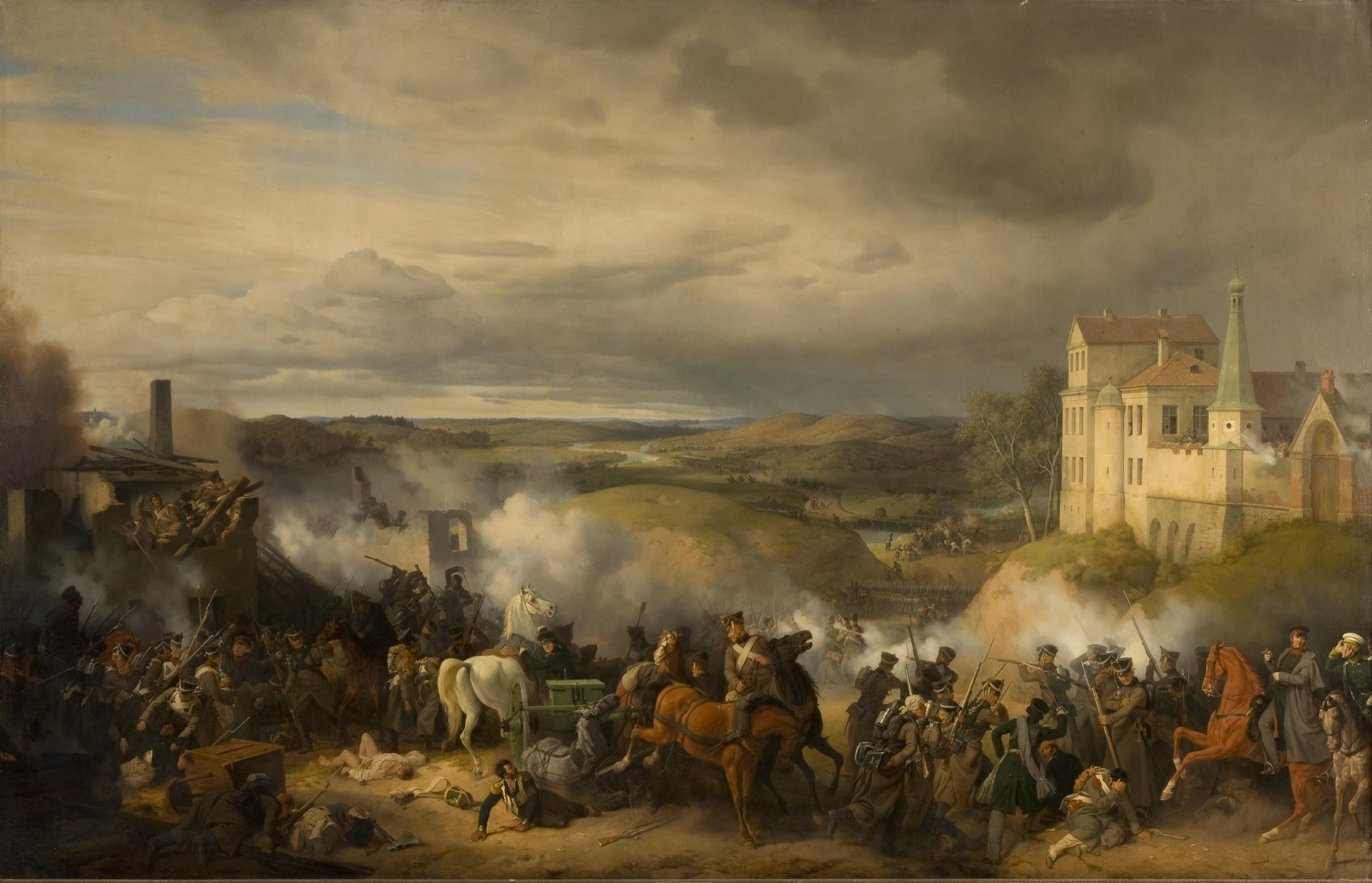
Schlacht bei Malojaroslawez, Peter von Hess

- 12. Oktoberjul. / 24. Oktobergreg.: In der Schlacht bei Malojaroslawez verzeichnen die Franzosen zwar einen taktischen Sieg, gleichzeitig können jedoch die Russen ein Vordringen Napoleons in die südlichen Provinzen Russlands verhindern.

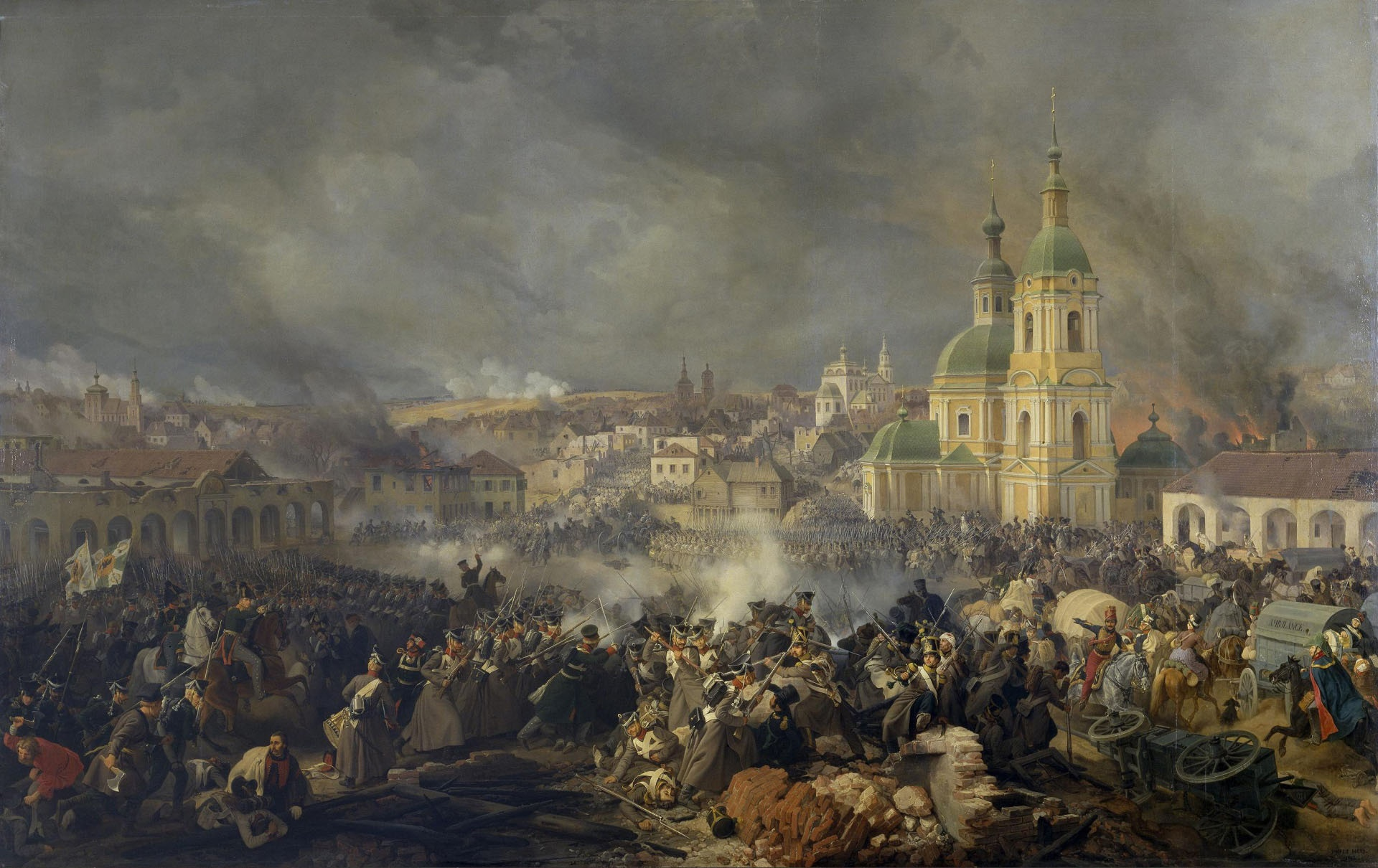
Schlacht bei Wjasma, Peter von Hess

- 22. Oktoberjul. / 3. Novembergreg.: Die Schlacht bei Wjasma bringt der auf dem Rückmarsch aus Russland befindlichen Grande Armée Napoleon Bonapartes eine Niederlage gegen besser motivierte russische Truppen.

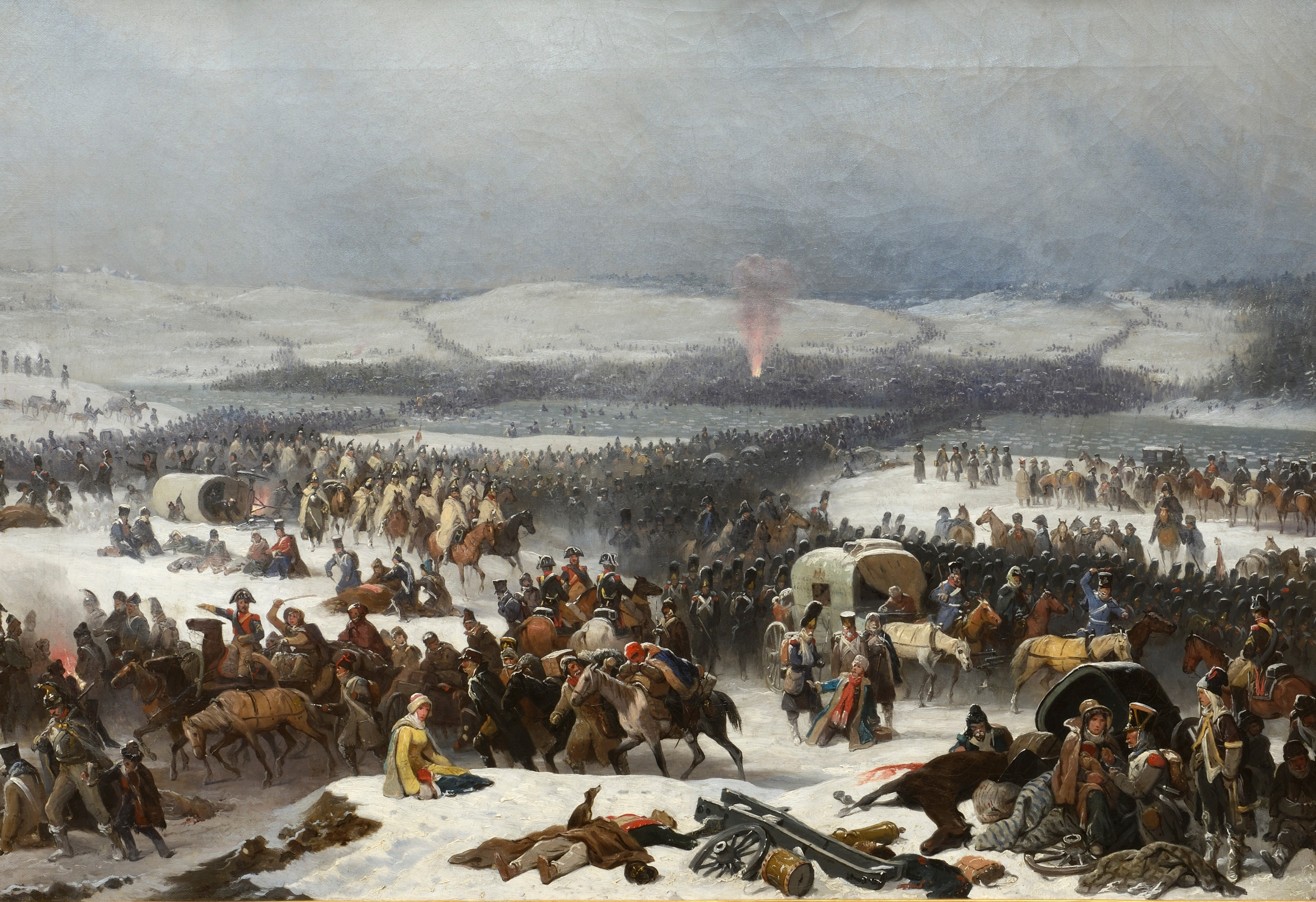
Der Übergang über die Beresina

- 14. Novemberjul. / 26. Novembergreg.: Beim Rückzug der Grande Armée aus Moskau erreichen die Franzosen die Beresina und beginnen den Fluss zu überqueren. An den geschlagenen Brücken entsteht am nächsten Tag Unordnung, welche die Russen zur Schlacht an der Beresina nutzen.
- 3. Dezember: 29. Bulletin der Grande Armée
- 16. Dezember: Die geschlagenen Reste der Grande Armée überqueren die Memel und erreichen Ostpreußen. Nur 5.000 von ehemals 500.000 Soldaten haben die Flucht vor den nachrückenden russischen Verbänden überlebt.
- 30. Dezember: Konvention von Tauroggen. Der preußische General Yorck schließt einen lokalen Waffenstillstand mit Russland.

#### Iberische Halbinsel

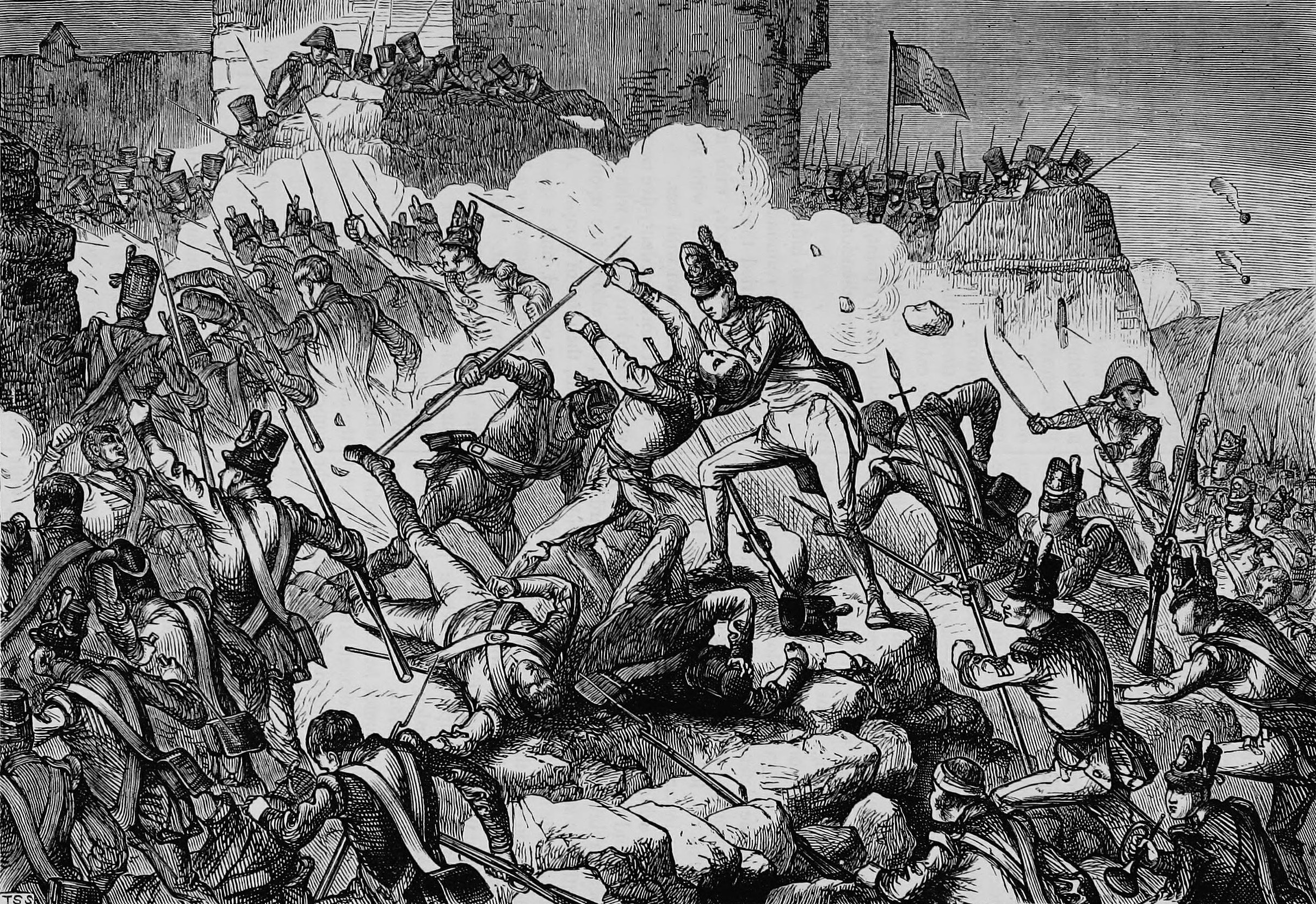
Britische Infanterie stürmt die Festung von Ciudad Rodrigo

- 7. bis 20. Januar: Am Ende der zweiten Belagerung von Ciudad Rodrigo erobert die englisch-portugiesische Armee unter Arthur Wellesley die Stadt Ciudad Rodrigo von der französischen Besatzung.
- 20. Januar: Eine britisch-portugiesische Armee unter dem Kommando Arthur Wellesleys beendet während der Napoleonischen Kriege auf der Iberischen Halbinsel die Belagerung von Ciudad Rodrigo mit dem Erstürmen der von Franzosen gehaltenen Festung.

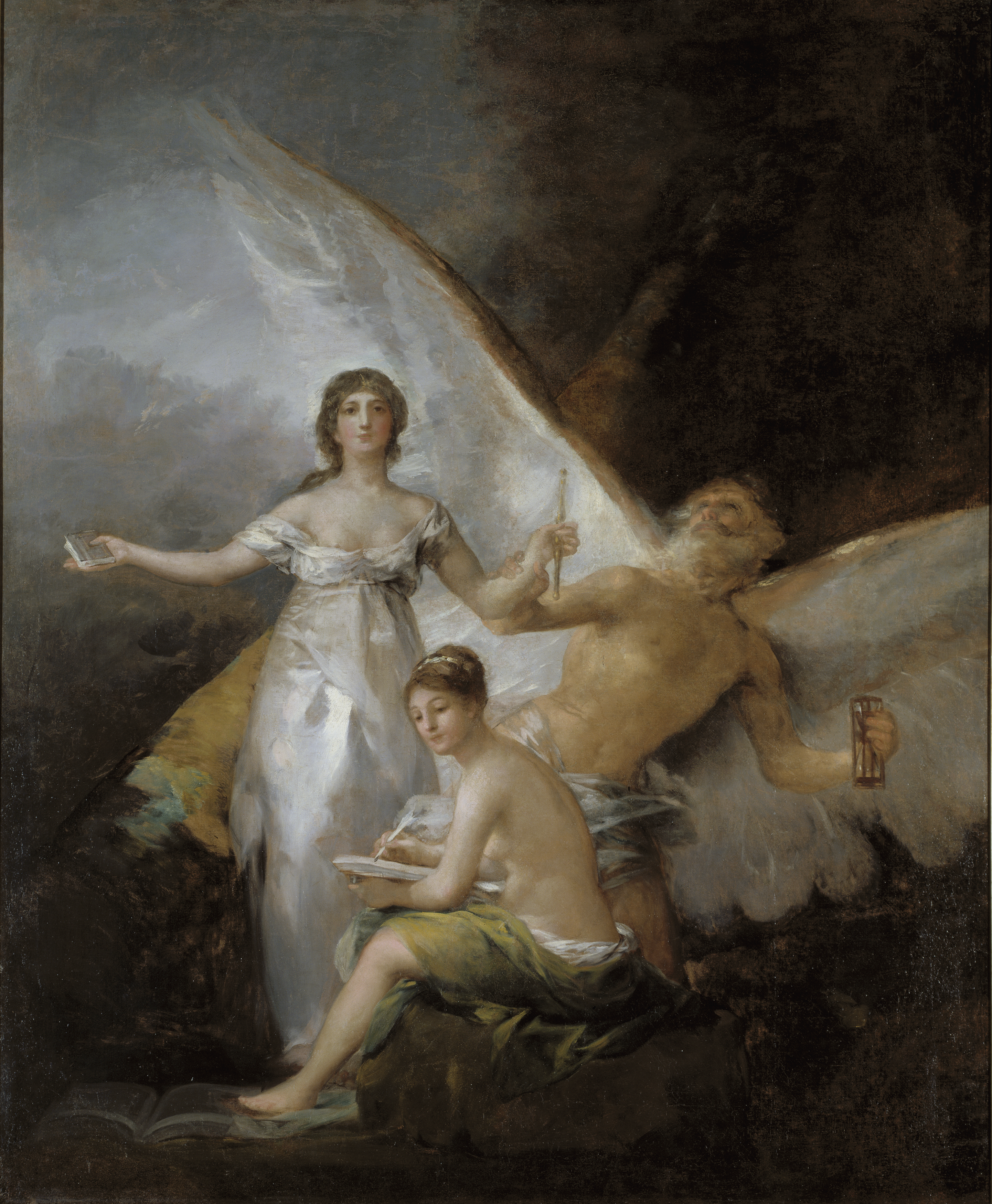
Allegorie der Verfassung von 1812, Francisco de Goya

- 19. März: In Spanien wird die Verfassung von Cádiz, die erste dieses Staates, veröffentlicht. Sie wird jedoch vom außer Landes befindlichen Monarchen Ferdinand VII. bereits zwei Jahre später nach Rückkehr außer Kraft gesetzt und der Absolutismus erneut eingeführt.
- 6. April: Die Napoleonischen Kriege auf der Iberischen Halbinsel führen zur Belagerung von Badajoz. Dabei setzen sich die englisch-portugiesischen Streitkräfte unter dem Befehl von Arthur Wellesley, 1. Herzog von Wellington gegenüber der französischen Garnison in Badajoz durch. Die Einnahme des Ortes sichert Portugal vor weiterer Invasion.

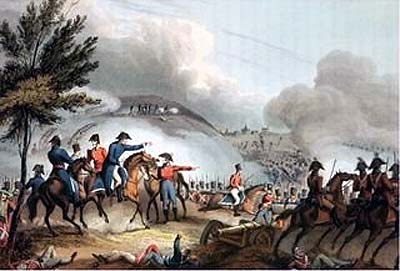
Schlacht von Salamanca, J. Clarke

- 22. Juli: Die Schlacht von Salamanca verlieren im Zuge der Napoleonischen Kriege auf der Iberischen Halbinsel die französischen Truppen unter General Marmont gegenüber der angreifenden alliierten Armee unter dem Befehl Wellingtons.

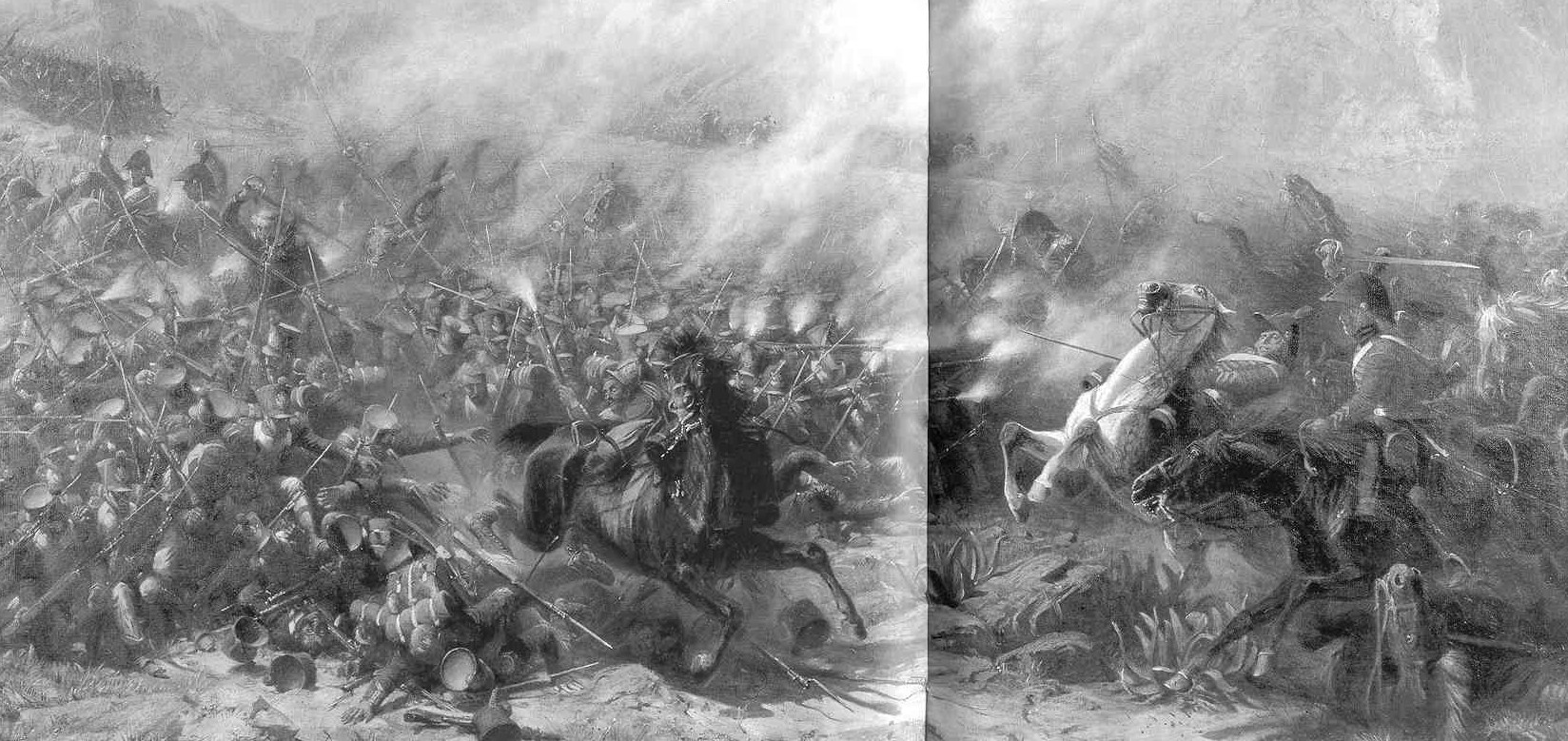
Gefecht von García Hernández

- 23. Juli: Beim Gefecht von García Hernández attackiert die schwere Kavalleriebrigade der britischen Deutschen Legion die französische Nachhut und zerschlägt nacheinander drei französische Karrees.
- 23. Oktober: Das Gefecht von Venta del Pozo endet mit einem taktischen Unentschieden.

#### Weitere Ereignisse in Europa
- 27. Februar: Lord Byron äußert im britischen House of Lords Verständnis für den Luddismus und verteidigt die Maschinenstürmer seines heimatlichen Wahlkreises.
- 11. März: Das Preußische Judenedikt von König Friedrich Wilhelm III. verfügt die Gleichstellung jüdischer Bürger in Preußen.
- 8. April: Helsinki wird durch ein Dekret Zar Alexanders I. zur Hauptstadt des unter russischer Herrschaft stehenden Großfürstentums Finnland.

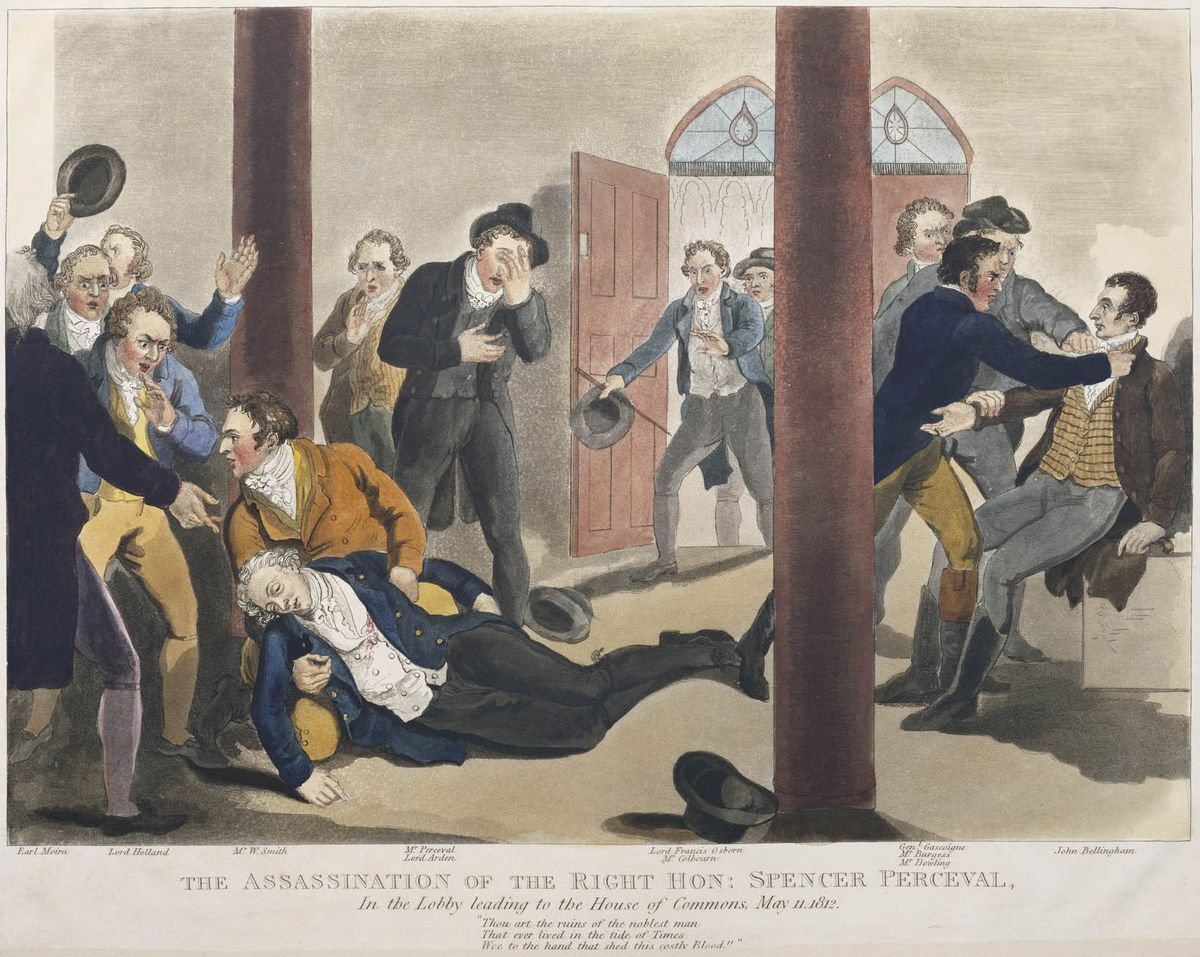
Attentat auf Spencer Perceval, ganz rechts wird John Bellingham festgehalten

- 11. Mai: Der britische Premierminister Spencer Perceval wird auf dem Weg ins Unterhaus von John Bellingham erschossen. Perceval ist das erste und bislang einzige Attentatsopfer als britischer Premierminister.
- 18. Juli: Der Friedensvertrag von Örebro beendet den am 17. November 1810 auf Druck Napoleon Bonapartes erklärten Schwedisch-Britischen Krieg, in dem es keinerlei Schusswechsel zwischen beiden Seiten gab.

#### Russisch-Amerika
- Die Russisch-Amerikanische Kompagnie gründet Fort Ross als südlichsten befestigten Außenposten von Russisch-Amerika. Es dient sowohl als Stützpunkt für die Pelztierjagd als auch der Versorgung von russischen Handelsniederlassungen in Alaska mit Lebensmitteln.

#### Britisch-Amerikanischer Krieg

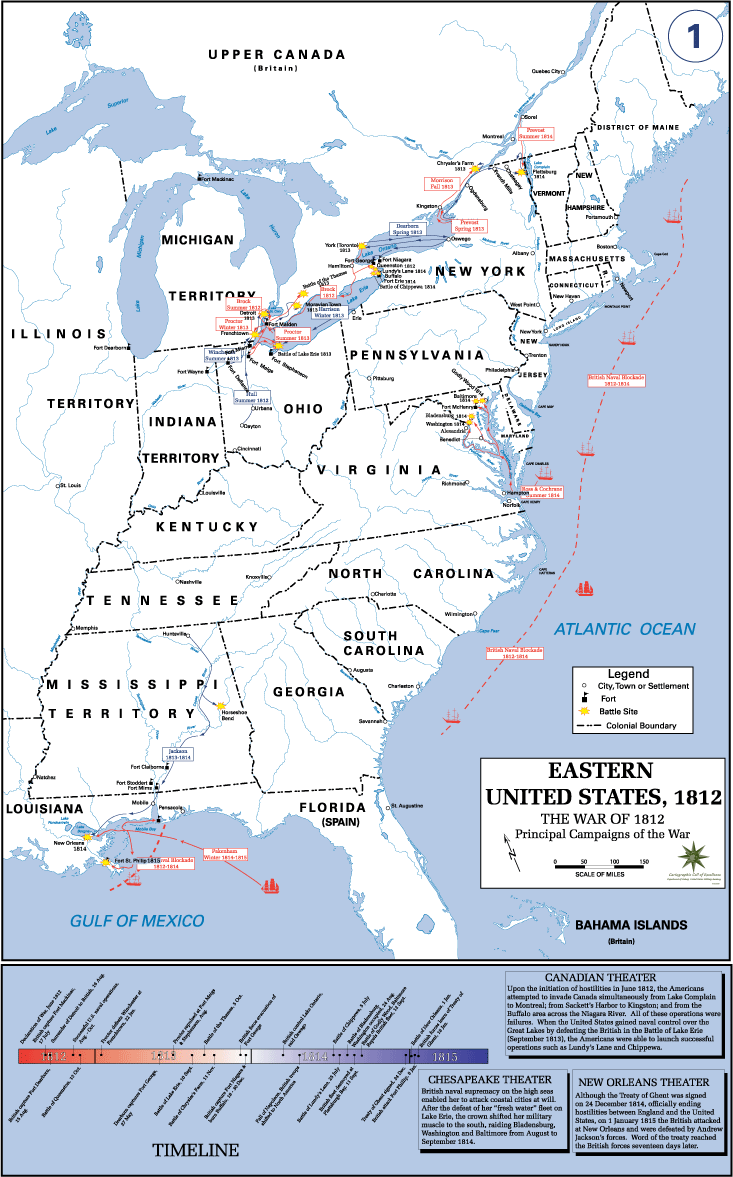
Karte des Kriegsverlaufs im Britisch-Amerikanischen Krieg

- 18. Juni: Die Vereinigten Staaten erklären Großbritannien den Krieg: Damit beginnt der so genannte Krieg von 1812. Präsident James Madison betraut den völlig ungeeigneten Henry Dearborn mit dem Oberbefehl über die amerikanischen Truppen.
- 12. Juli: Amerikanische Truppen unter Brigadegeneral William Hull beginnen eine Invasion Kanadas.
- 17. Juli: Britische Truppen erobern zusammen mit indianischen Verbündeten in einem Handstreich die strategisch wichtige amerikanische Grenzfestung Fort Mackinac.
- 16. August: US-Truppen unter Brigadegeneral William Hull, die sich nach einem vergeblichen Invasionsversuch in Kanada nach Detroit zurückgezogen haben, kapitulieren kampflos vor einer zahlenmäßig unterlegenen britisch-indianischen Armee unter Sir Isaac Brock und Tecumseh.

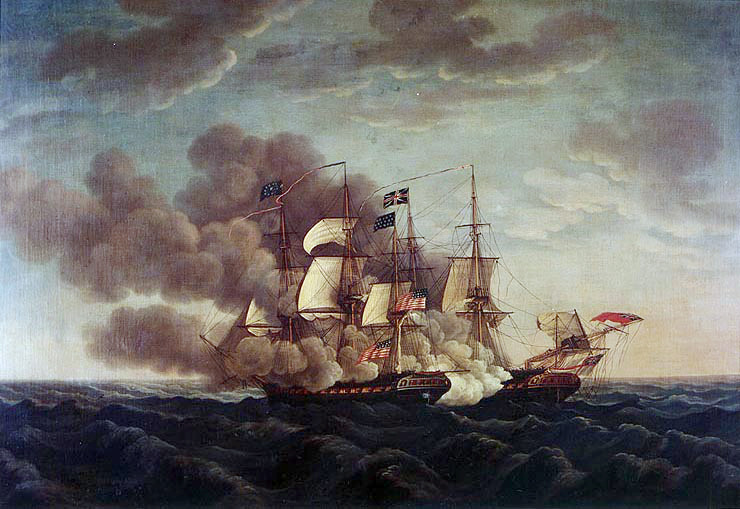
Die Constitution im Kampf gegen die HMS Guerriere

- 19. August: Die amerikanische Fregatte Constitution (44 Kanonen) zwingt die britische Fregatte Guerriere (38 Kanonen) nach einem verlustreichen Kampf zur Kapitulation. Das britische Schiff ist so schwer beschädigt, dass es versenkt werden muss. Der erste Seesieg eines regulären amerikanischen Kriegsschiffs gegen ein britisches Kriegsschiff erregt in den USA und Großbritannien großes Aufsehen.

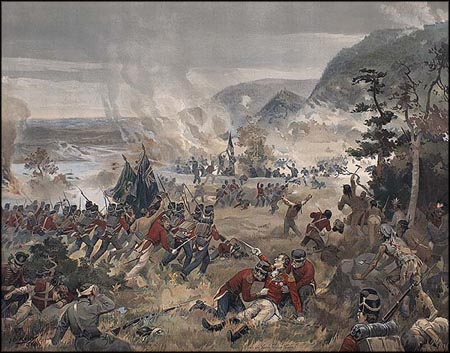
Tod von Generalmajor Brock in der Schlacht von Queenston Heights, Gemälde von John David Kelly, 1896

- 13. Oktober: Bei dem Versuch einer Invasion in Kanada erleiden die Amerikaner unter Stephen Van Rensselaer III. in der Schlacht bei Queenston Heights eine schwere Niederlage gegen zahlenmäßig weit unterlegene britisch-indianische Truppen. Allerdings kommt bei der Schlacht General Isaac Brock ums Leben, was einen unersetzlichen Verlust für die britischen Einheiten in Kanada bedeutet.
- 25. Oktober: Die amerikanische Fregatte United States (44 Kanonen) besiegt in einem Einzelgefecht die britische Fregatte Macedonian (38 Kanonen) und zwingt sie zur Kapitulation.
- 27. November: Die Erste Schlacht bei Lacolle Mills endet mit einem Sieg der mit den Kahnawake-Mohawk verbündeten britischen Truppen unter Oberst Charles-Michel de Salaberry, vor allem weil amerikanische Einheiten unter Henry Dearborn und Zebulon Pike einander in einem blutigen Gefecht irrtümlich gegenseitig beschießen.
- 28. November: Britische Truppen wehren in der Schlacht am Frenchman’s Creek einen erneuten amerikanischen Invasionsversuch in Kanada ab.

#### Weitere Ereignisse in den Vereinigten Staaten

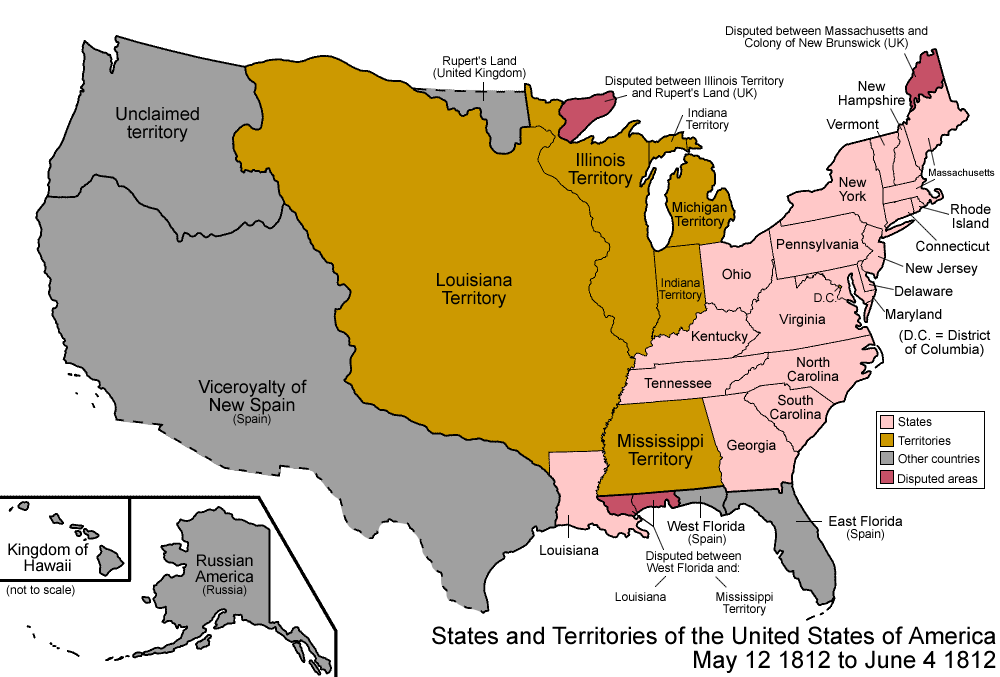
Vereinigte Staaten Mai/Juni 1812

- 30. April: Das 1804 geschaffene Orleans-Territorium wird unter dem Namen Louisiana als 18. Bundesstaat in die Union der Vereinigten Staaten aufgenommen. Das nördlich davon gelegene Louisiana-Territorium wird am 4. Juni in Missouri-Territorium umbenannt, um Verwechslungen zu vermeiden.

Wahlmännerstimmen nach Bundesstaaten:
Mehrheit für James Madison
Mehrheit für DeWitt Clinton
Territorien (noch keine Bundesstaaten)

- 30. Oktober bis 2. Dezember: Bei der Präsidentschaftswahl in den Vereinigten Staaten 1812 gewinnt der amtierende Präsident James Madison von der Demokratisch-Republikanischen Partei gegen DeWitt Clinton, den Kandidaten der Föderalisten.

#### Südamerika
- 27. Februar: Nahe der Stadt Rosario hisst Manuel Belgrano eine hellblau-weiße Flagge, den Vorläufer der Flagge Argentiniens.

### Wirtschaft
- 14. April: In Paris meldet der Tischler Cochot eine Jalousie mit verstellbaren Lamellen zum Patent an.

### Wissenschaft und Technik

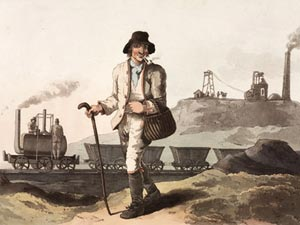
Darstellung der Salamanca auf dem Gemälde The Collier von 1814

- 12. August: Mit der Middleton Railway nimmt die weltweit erste Zahnradbahn in England ihren regulären Betrieb auf. Sie verbindet zum Kohletransport eine Kohlenzeche in Middleton, West Yorkshire, mit Leeds. Seit dem 24. Juni fährt auf der Strecke die Salamanca, die erste wirtschaftlich erfolgreiche Dampflokomotive Englands.
- Jean Baptiste Joseph Fourier legt seine Arbeit über Fourier-Reihen der Akademie der Wissenschaften in Paris vor.
- Siméon Denis Poisson entwickelt seine Poisson-Gleichung für das elektrische Potential eines stromdurchflossenen Leiters.
- Jean Louis Burckhardt beschreibt erstmals hethitische Inschriften (Hama-Steine).

### Kultur

#### Musik und Theater
- 7. Januar: Uraufführung der komischen Oper L’Homme sans façon ou Les Contrariétés von Rodolphe Kreutzer an der Opéra-Comique in Paris
- 9. Februar: Das Deutsche Theater in der ungarischen Stadt Pest wird mit zwei Stücken von August von Kotzebue eröffnet (Ungarns erste Wohlthäter und Die Ruinen von Athen), zu denen Ludwig van Beethoven die Musik schrieb.
- 8. März: Uraufführung der Operette Feodore von Conradin Kreutzer in Stuttgart
- 30. März: Uraufführung der Oper Conradin von Schwaben von Conradin Kreutzer in Stuttgart
- 4. April: Die Oper Johann von Paris von François-Adrien Boieldieu auf das Libretto von Claude Godard D’Aucourt de Saint-Just hat ihre Uraufführung an der Opéra-Comique in Paris.
- 13. Mai: Ludwig van Beethoven vollendet seine 7. Sinfonie.
- 26. Oktober: Uraufführung der Oper L’inganno felice von Gioacchino Rossini am Teatro San Moisè in Venedig
- 24. November: Uraufführung der Oper L’occasione fa il ladro von Gioacchino Rossini am Teatro San Moisè in Venedig

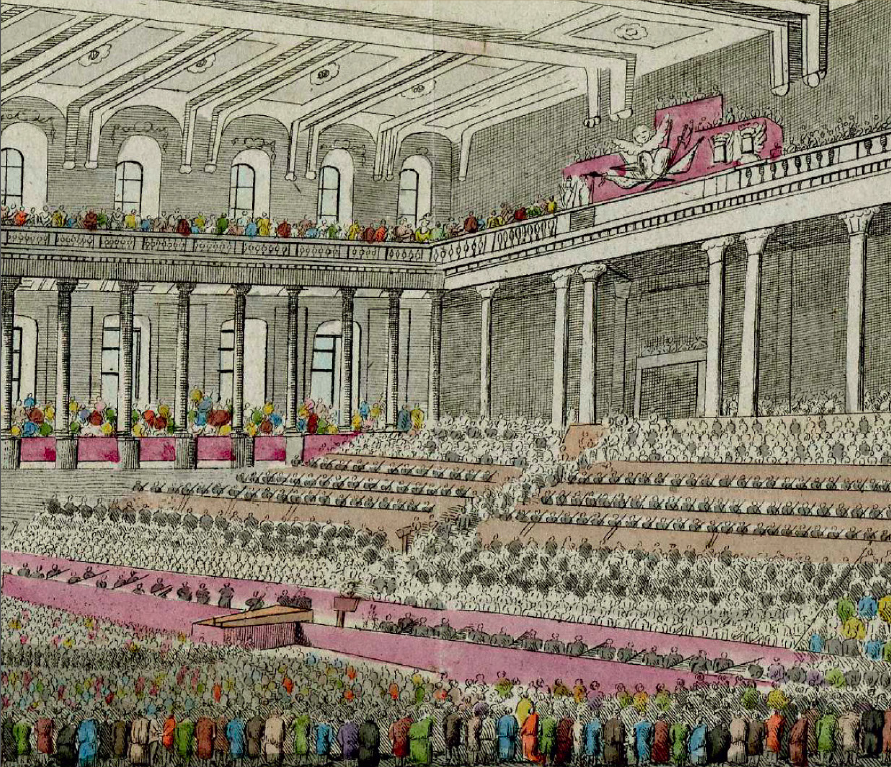
Gründungskonzert 1812

- Am 29. November und 3. Dezember wird in der Winterreitschule der Wiener Hofburg das Händel-Oratorium Timotheus aufgeführt. Der Erlös der beiden Konzerte soll der von Joseph Sonnleithner neugegründeten Gesellschaft der Musikfreunde in Wien zugutekommen.

#### Sonstiges
- 15. April: Gründung der Löwen-Apotheke (Lübeck) während der Lübecker Franzosenzeit.
- 22. August: Der als Araber getarnte Schweizer Jean Louis Burckhardt entdeckt die in Europa nur mehr gerüchteweise bekannte Felsenstadt Petra im Nahen Osten wieder.

### Katastrophen
- 23. Januar und 27. Februar: Nachbeben des New-Madrid-Erdbeben von 1811
- 31. August: Bei der Strandung des spanischen Truppentransporters Salvador im Mündungsgebiet des Río de la Plata sterben 470 der 600 Menschen an Bord. Es handelt sich um das schwerste Schiffsunglück in der Geschichte von Uruguay. Die Salvador befand sich auf dem Weg nach Montevideo, wo die auf ihr befindlichen Soldaten einen Aufstand gegen die spanische Kolonialherrschaft niederschlagen sollten.

## Historische Karten und Ansichten

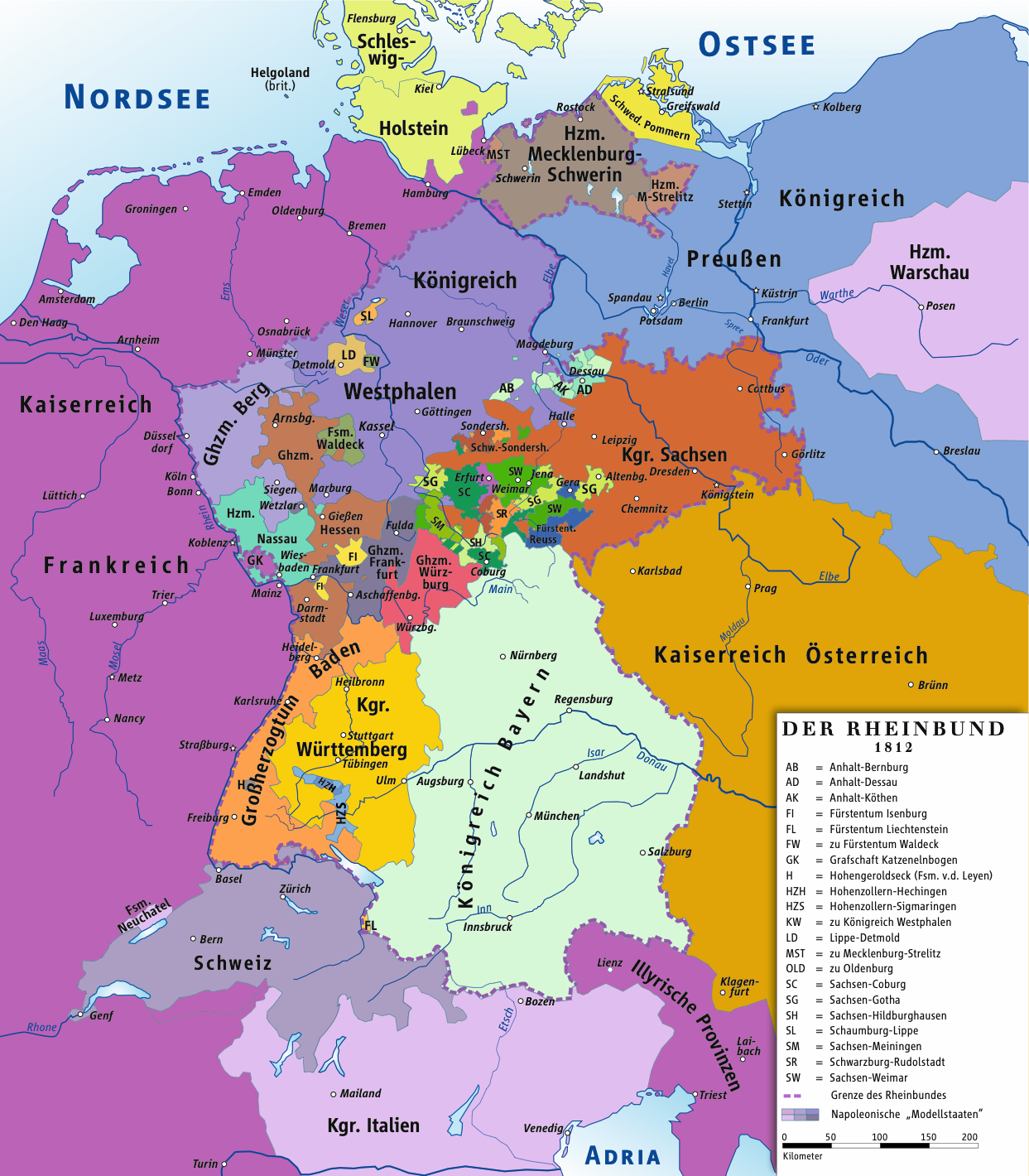
Der Rheinbund 1812

## Geboren

### Januar/Februar

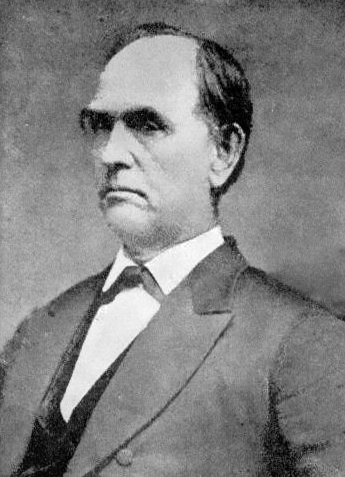
Augustus C. Dodge

- 02. Januar: Augustus C. Dodge, US-amerikanischer Politiker († 1883)
- 03. Januar: Elisha M. Pease, US-amerikanischer Politiker († 1883)
- 05. Januar: Carl Damm, katholischer Priester und Politiker († 1886)
- 06. Januar: Melchora Aquino, philippinische Revolutionärin († 1919)
- 06. Januar: Karl Etzel, deutscher Eisenbahningenieur und Architekt († 1865)
- 06. Januar: Knud Knudsen, norwegischer Sprachforscher und Sprachreformer († 1895)
- 07. Januar: Salomon Fehrenbach, Jurist, Heimatdichter und Politiker († 1892)
- 09. Januar: Eduard van der Nüll, österreichischer Architekt († 1868)
- 10. Januar: Joshua Hill, US-amerikanischer Politiker († 1891)
- 10. Januar: Leonhard Zeugheer, Schweizer Architekt († 1866)
- 13. Januar: Victor de Laprade, französischer Dichter († 1883)
- 14. Januar: Karl Graedener, deutscher Komponist († 1883)
- 15. Januar: Wilhelm von Abbema, deutscher Maler, Kupferstecher und Radierer († 1889)
- 15. Januar: Peter Christen Asbjørnsen, norwegischer Schriftsteller und Märchensammler († 1885)
- 17. Januar: Otto Leonhard Heubner, deutscher Jurist und Politiker († 1893)

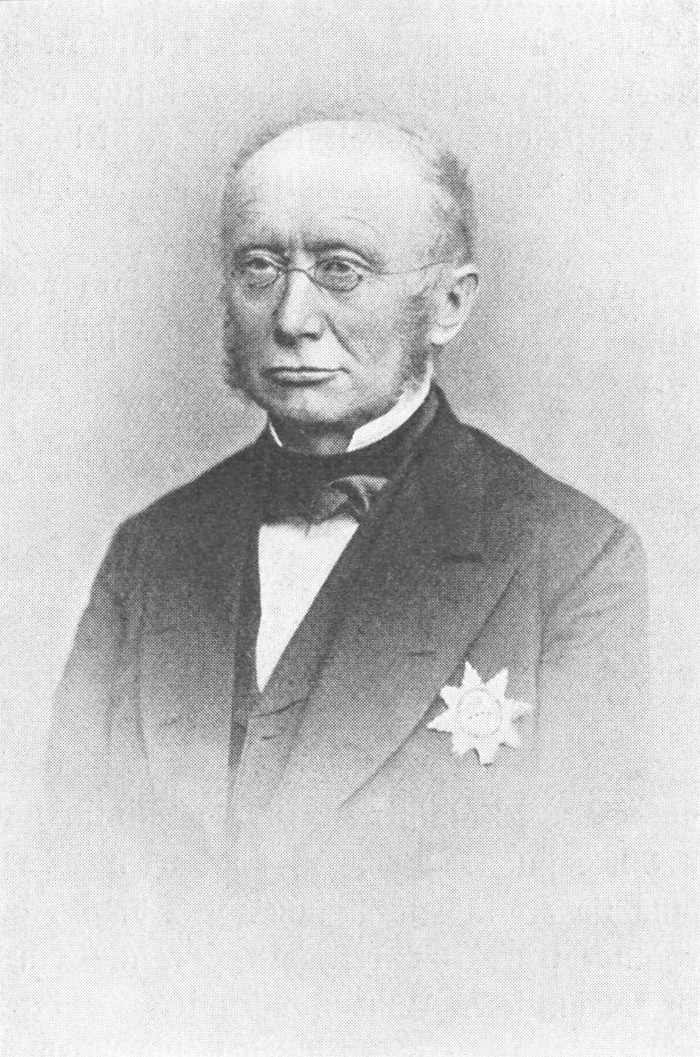
Ludwig Windthorst, 1872

- 17. Januar: Ludwig Windthorst, deutscher Politiker († 1891)
- 20. Januar: Édouard Séguin, französischer Arzt und Pädagoge († 1880)
- 29. Januar: Heinrich Fischer, Bürgermeister von Wiesbaden († 1883)
- 04. Februar: Nicolaus Zink, deutsch-US-amerikanischer Zivilingenieur und Farmer († 1887)
- 05. Februar: Georges-Charles de Heeckeren d’Anthès, französischer Offizier und Politiker († 1895)

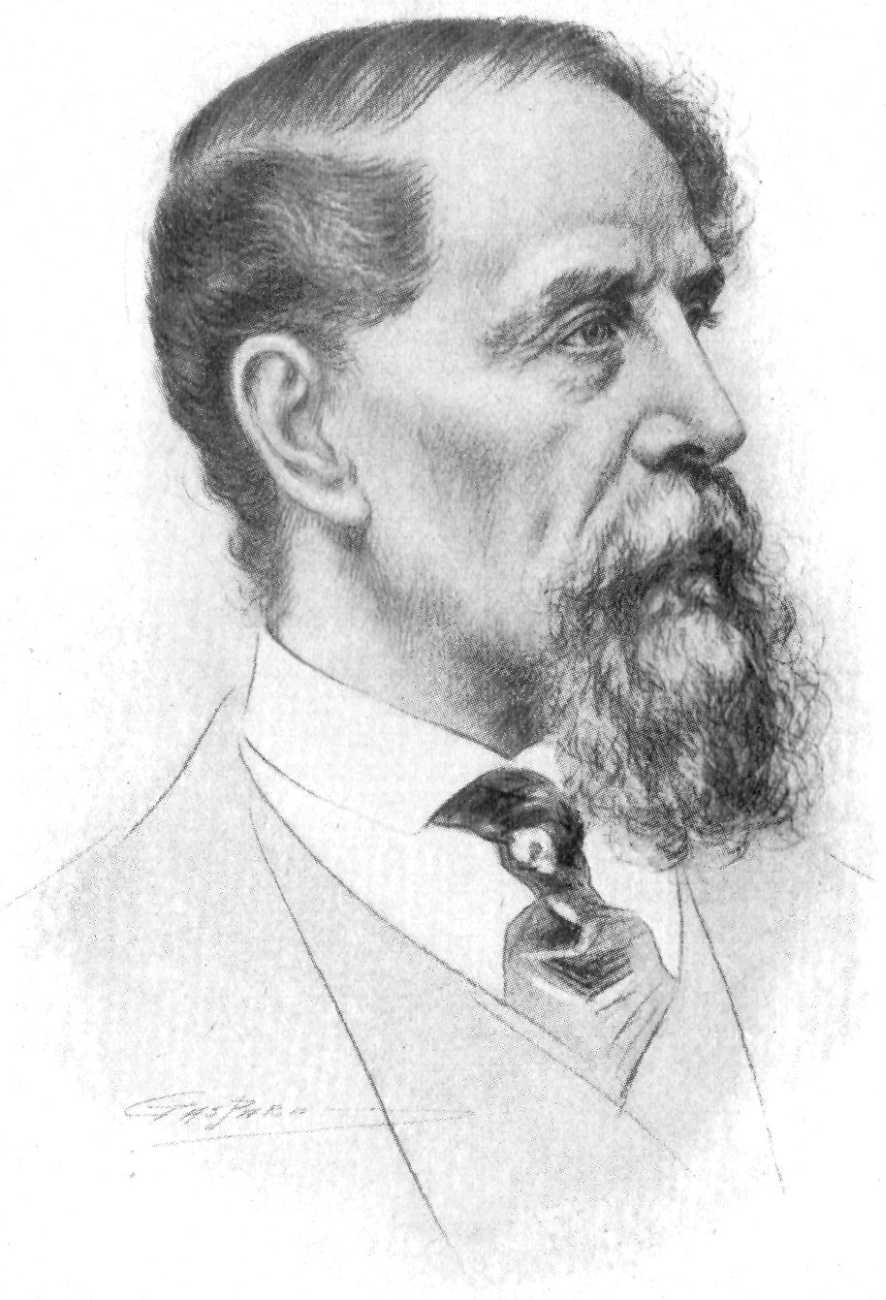
Charles Dickens

- 07. Februar: Charles Dickens, englischer Schriftsteller († 1870)
- 10. Februar: Christian zu Leiningen-Westerburg, österreichischer Feldmarschallleutnant († 1856)
- 11. Februar: Thomas W. Bartley, US-amerikanischer Politiker († 1885)
- 11. Februar: Alexander Hamilton Stephens, US-amerikanischer Politiker († 1883)
- 15. Februar: Charles Lewis Tiffany, US-amerikanischer Juwelier († 1902)
- 16. Februar: Henry Wilson, US-amerikanischer Politiker († 1875)
- 17. Februar: Eliakim Persons Walton, US-amerikanischer Politiker († 1890)
- 17. Februar: Daniel B. Wright, US-amerikanischer Politiker († 1887)
- 18. Februar: Wilhelm Rütter, Orgelbauer († 1887)
- 19. Februar: Zygmunt Krasiński, polnischer Dichter und Dramatiker († 1859)
- 19. Februar: Lauro Rossi, italienischer Komponist († 1885)
- 20. Februar: Ludwig Steub, deutscher Schriftsteller († 1888)
- 21. Februar: Franz Joseph Aufschläger, deutscher Geistlicher († 1877)
- 22. Februar: John B. Weller, US-amerikanischer Politiker († 1875)
- 23. Februar: Fischel Arnheim, deutscher Politiker und Jurist († 1864)
- 24. Februar: Nathan A. Farwell, US-amerikanischer Politiker († 1893)
- 27. Februar: Pieter Harting, niederländischer Mediziner, Geologe, Hydrologe und Botaniker († 1885)
- 28. Februar: Berthold Auerbach, deutscher Schriftsteller († 1882)

### März/April

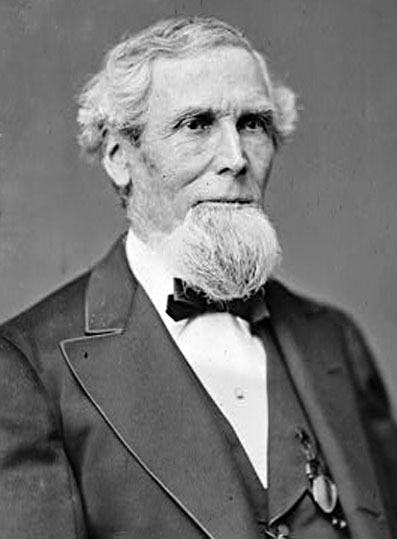
Latimer Whipple Ballou

- 01. März: Latimer Whipple Ballou, US-amerikanischer Politiker († 1900)
- 03. März: Ernst Friedrich Apelt, philosophischer Schriftsteller († 1859)
- 06. März: Aaron Lufkin Dennison, US-amerikanischer Unternehmer († 1895)
- 06. März: Bruno Hildebrand, deutscher Wirtschaftswissenschaftler und Politiker († 1878)
- 08. März: Henry T. Ellett, US-amerikanischer Politiker († 1887)
- 09. März: Ludwig Franz Alexander Winther, deutscher Pathologe und Ophthalmologe († 1871)
- 10. März: Jean-Baptiste Farochon, französischer Medailleur und Bildhauer († 1871)
- 11. März: James Speed, US-amerikanischer Jurist und Politiker († 1887)
- 12. März: Isaac P. Christiancy, US-amerikanischer Jurist und Politiker († 1890)
- 13. März: James E. English, US-amerikanischer Politiker († 1890)
- 15. März: James Hopkins Adams, US-amerikanischer Politiker († 1861)
- 21. März: Bethuel Kitchen, US-amerikanischer Politiker († 1895)
- 00. März: Hans Friedrich Georg Julius Sudendorf, deutscher Historiker und Staatsarchivar († 1879)
- 01. April: Friedrich Güll, deutscher Dichter († 1879)
- 04. April: Giuseppe Gebler, rumäniendeutscher Komponist († um 1879)
- 04. April: Theodor Schönemann, deutscher Mathematiker († 1868)
- 06. April: Aaron Bernstein, deutscher Schriftsteller († 1884)
- 06. April: Alexander Herzen, russischer Philosoph, Schriftsteller, Publizist († 1870)
- 06. April: Gawriil Lomakin, russischer Komponist († 1885)
- 12. April: Samuel F. Hersey, US-amerikanischer Politiker († 1875)
- 12. April: Hermann Hunaeus, deutscher Architekt († 1893)
- 12. April: Alexander von Villers, österreichischer Schriftsteller und Diplomat († 1880)
- 13. April: Eduard Feodor Gloeckner, Jurist und Ehrenbürger von Wittenberg († 1885)
- 13. April: Rudolph Siebeck, Gestalter des Rosentales in Leipzig, Hortologe († 1878)
- 14. April: George Edward Grey, britischer Politiker († 1898)
- 15. April: Théodore Rousseau, französischer Maler († 1867)
- 18. April: Carl Ferdinand von Arlt, österreichischer Chirurg und Augenarzt († 1887)
- 19. April: Joachim Marquardt, deutscher Gymnasiallehrer und Historiker († 1882)
- 20. April: Paul Ackermann, französischer Sprachwissenschaftler und Schriftsteller († 1846)
- 22. April: Hermann Wasserschleben, deutscher Rechtshistoriker († 1893)
- 23. April: Frederick Whitaker, Premierminister von Neuseeland († 1891)
- 23. April: Anton Lutterbeck, deutscher katholischer Theologe und klassischer Philologe († 1882)

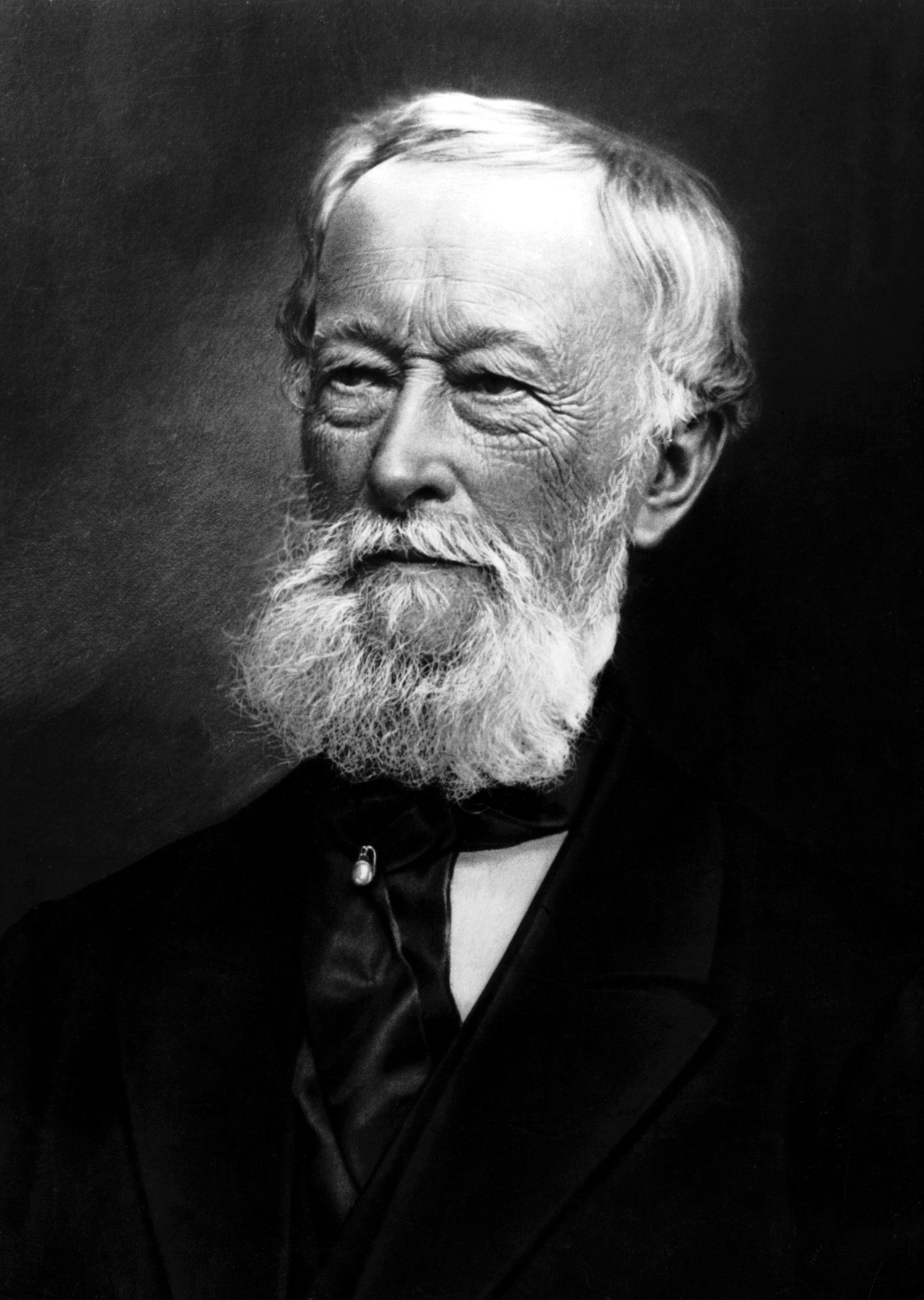
Alfred Krupp

- 26. April: Alfred Krupp, deutscher Erfinder und Industrieller († 1887)
- 27. April: Friedrich von Flotow, deutscher Opernkomponist († 1883)
- 30. April: Kaspar Hauser, Findelkind ungeklärter Herkunft († 1833)

### Mai/Juni

Nathan Fellows Dixon

- 01. Mai: Nathan Fellows Dixon, US-amerikanischer Politiker († 1881)
- 07. Mai: Pompejus Bolley, deutscher Chemiker († 1870)
- 07. Mai: Robert Browning, englischer Dichter und Dramatiker. († 1889)
- 12. Mai: Hermann Martin Asmuss, deutscher Zoologe und Paläontologe († 1859)
- 12. Mai: Peter Hansborough Bell, US-amerikanischer Politiker († 1898)
- 12. Mai: Edward Lear, britischer Maler, Illustrator und Schriftsteller († 1888)
- 12. Mai: Lorenzo Nina, römisch-katholischer Kardinal († 1885)
- 14. Mai: Emilie Mayer, deutsche Komponistin († 1883)
- 17. Mai: Elias Nelson Conway, US-amerikanischer Politiker († 1892)
- 17. Mai: Johann Eduard Wappäus, deutscher Geograph und Statistiker († 1879)
- 18. Mai: Francisco Coll, spanischer Ordensgründer und römisch-katholischer Seliger († 1875)
- 18. Mai: Konrad Martin, Bischof von Paderborn († 1879)
- 20. Mai: Gustaf Adolf Mankell, schwedischer Organist und Komponist († 1880)
- 22. Mai: Gawriil Konstantinowitsch Aiwasowski, russischer Orientalist († 1879)
- 22. Mai: Theodor Bergk, deutscher Altphilologe († 1881)
- 25. Mai: Filippo Pacini, italienischer Anatom († 1883)
- 26. Mai: Otfried Hans von Meusebach, deutsch-US-amerikanischer Farmer, Botaniker und Senator († 1897)
- 26. Mai: Johann Adolf Karl van Heusde, niederländischer Philologe und Literaturwissenschaftler († 1878)
- 26. Mai: Joseph Otto Roehmer, königlich-preußischer Generalmajor († 1883)

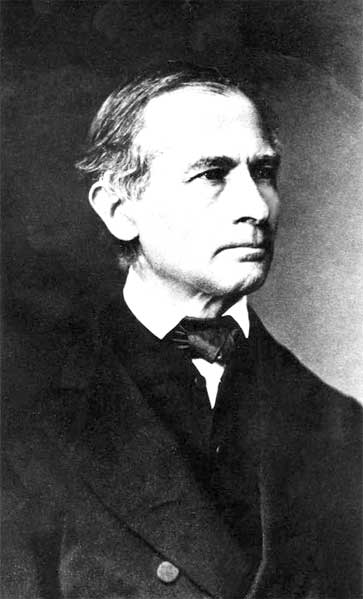
Johann Gottfried Galle, 1880

- 09. Juni: Johann Gottfried Galle, deutscher Astronom († 1910)
- 09. Juni: Gustav Albert Wegmann, Schweizer Architekt († 1858)
- 13. Juni: Paolo Emiliani Giudici, italienischer Literaturhistoriker und Literaturwissenschaftler († 1872)
- 14. Juni: Wilhelm Floto, deutscher Komödiendichter († 1869)
- 15. Juni: Johann Andreas Deneys, deutscher Bildhauer († 1864)
- 18. Juni: Iwan Alexandrowitsch Gontscharow, russischer Schriftsteller († 1891)
- 20. Juni: Bernhard Heinrich Michelson, russischer Agronom und Hochschullehrer († 1887)
- 21. Juni: Félix Danjou, französischer Organist, Komponist und Musikwissenschaftler († 1866)
- 26. Juni: Woldemar von Glasenapp, russischer Vizeadmiral († 1895)

### Juli/August
- 01. Juli:Ferdinand Eckbrecht von Dürckheim-Montmartin, französischer Jurist († 1891)
- 05. Juli: James Clarke, US-amerikanischer Politiker († 1850)
- 05. Juli: Heinrich Cramer, Schweizer Metzger und Volksdichter († 1871)
- 05. Juli: Adelbert von Keller, deutscher Germanist und Romanist († 1883)
- 06. Juli: Miguel Lerdo de Tejada, mexikanischer Politiker († 1861)
- 12. Juli: Mirzə Fətəli Axundov, aserbaidschanischer Aufklärer, Schriftsteller, Philosoph und Literaturkritiker († 1878)
- 14. Juli: Buenaventura Báez, Präsident der Dominikanischen Republik († 1884)
- 15. Juli: Benno Adam, deutscher Tiermaler († 1892)
- 15. Juli: Emil von Sydow, deutscher Offizier, Geograph und Kartograph († 1873)
- 19. Juli: Thomas Samuel Ashe, US-amerikanischer Politiker († 1887)
- 22. Juli: August von Fürth, deutscher Rechtshistoriker († 1846)
- 22. Juli: Heinrich Albert Oppermann, deutscher Schriftsteller († 1870)
- 25. Juli: Robert Christian Avé-Lallemant, deutscher Arzt († 1884)
- 27. Juli: Carl zu Solms-Braunfels, deutscher Offizier und Siedlungsgründer († 1875)
- 28. Juli: Józef Ignacy Kraszewski, polnischer Schriftsteller († 1887)
- 31. Juli: Amélie von Leuchtenberg, Kaiserin von Brasilien († 1873)
- 31. Juli: Gottlieb Theodor Becker, deutscher Pädagoge († 1869)
- 31. Juli: Ludwig Blenker, US-amerikanischer General, Teilnehmer Märzrevolution 1848 († 1863)
- 01. August: Rudolph Apponyi von Nagy-Appony, österreichisch-ungarischer Diplomat († 1876)
- 01. August: Ludwig Wilhelm, Fürst zu Bentheim und Steinfurt († 1890)
- 09. August: Victor von Bruns, deutscher Chirurg († 1883)
- 12. August: Samuel Stehman Haldeman, US-amerikanischer Natur- und Sprachforscher († 1880)
- 13. August: Carl Rahl, Maler und Sohn des Kupferstechers Karl Heinrich Rahl († 1865)
- 15. August: August Feierabend, Schweizer Mediziner und Schriftsteller († 1887)
- 18. August: Paul Hartmann, deutscher Unternehmer († 1884)
- 20. August: Green Adams, US-amerikanischer Politiker († 1884)
- 26. August: Ludwig Achenbach, badischer Jurist und Politiker († 1879)
- 28. August: Rudolf von Alt, österreichischer Landschafts- und Architekturmaler († 1905)
- 31. August: Enno von Colomb, preußischer General und Sohn des Ferdinand August von Colomb († 1886)

### September/Oktober
- 01. September: Aegidius Rudolph Nicolaus Arntz, deutscher Rechtswissenschaftler († 1884)
- 02. September: Carl Giesecke, deutscher Orgelbauer († 1888)

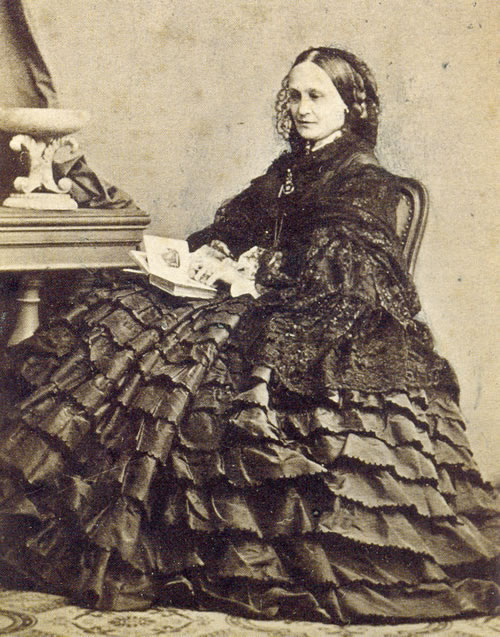
Natalja Nikolajewna Puschkina-Lanskaja (nach 1860)

- 08. September: Natalja Nikolajewna Puschkina-Lanskaja, Frau des russischen Dichters Alexander Puschkin († 1863)
- 18. September: Herschel Johnson, US-amerikanischer Politiker († 1880)
- 23. September: Otto Fridolin Fritzsche, deutscher Theologe († 1896)
- 24. September: William Nathan Harrell Smith, US-amerikanischer Politiker († 1889)
- 25. September: Karl Biedermann, deutscher Politiker und Professor († 1901)
- 26. September: Wilhelm Adolf Schmidt, deutscher Historiker († 1887)
- 29. September: Nathaniel B. Durfee, US-amerikanischer Politiker († 1872)
- 01. Oktober: Stephen P. Hempstead, US-amerikanischer Politiker († 1883)
- 05. Oktober: Otto Beneke, deutscher Archivar und Schriftsteller († 1891)
- 12. Oktober: Otto von Corvin, deutscher Schriftsteller († 1886)
- 12. Oktober: Ascanio Sobrero, italienischer Chemiker († 1888)
- 13. Oktober: Franz Rieger, Orgelbaumeister und Firmengründer († 1885)
- 14. Oktober: Carl Christoffer Georg Andræ, dänischer Politiker († 1893)
- 14. Oktober: Karl Theodor Bayrhoffer, Professor der Philosophie und Freidenker († 1888)
- 16. Oktober: Maria von Mörl, Südtiroler Mystikerin († 1868)
- 21. Oktober: David H. Armstrong, US-amerikanischer Politiker († 1893)
- 21. Oktober: Otto von Camphausen, preußischer Finanzminister († 1896)
- 25. Oktober: Frédéric Godet, Schweizer Theologe († 1900)
- 25. Oktober: Franz Heinrich Kleinschmidt, deutscher evangelischer Missionar († 1864)
- 28. Oktober: Cirilo Villaverde, kubanischer Dichter († 1894)
- 29. Oktober: Maximilian Karl Lamoral O’Donnell, österreich-ungarischer Kämmerer und Feldmarschallleutnant († 1895)
- 30. Oktober: Karl Emanuel Klitzsch, deutscher Organist, Komponist und Musikschriftsteller († 1889)
- 30. Oktober: Paul Mendelssohn-Bartholdy, deutscher Bankier († 1874)

### November/Dezember
- 01. November: Frerich Bohlken, Figur der ersten Generation der nordwestdeutschen Baptistengemeinden († 1871)

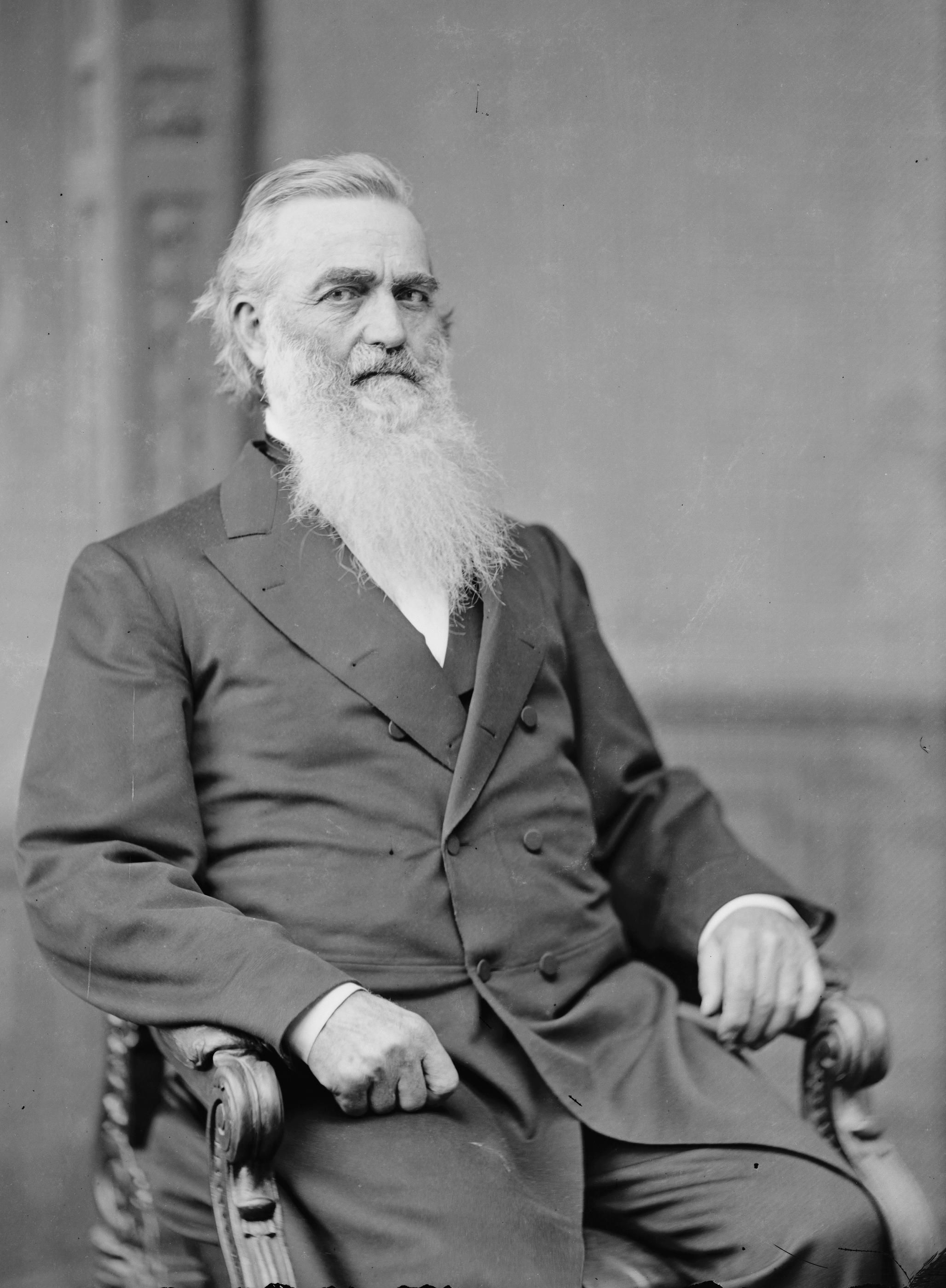
Richard Moore Bishop

- 04. November: Richard M. Bishop, US-amerikanischer Politiker († 1893)
- 07. November: Benjamin D. Nabers, US-amerikanischer Politiker († 1878)
- 09. November: Paul Abadie, französischer Baumeister und Restaurator († 1884)
- 09. November: Marcus Lawrence Ward, US-amerikanischer Politiker († 1884)
- 13. November: Edwin Godwin Reade, US-amerikanischer Politiker († 1894)
- 15. November: Achille Apolloni, italienischer Kardinal († 1893)
- 17. November: Peter Wilhelm Friedrich von Voigtländer, deutsch-österreichischer Unternehmer, Optiker und Fotopionier († 1878)
- 18. November: Hermann Albert Daniel, deutscher geographischer Schriftsteller († 1871)
- 19. November: Adalbert Kuhn, deutscher Indogermanist und Mythologe († 1881)
- 19. November: Karl Schwarz, deutscher Theologe († 1885)
- 21. November: Julius von Groß, preußischer General der Infanterie († 1881)
- 23. November: George Rawlinson, britischer Historiker und Geistlicher der Kirche von England († 1902)
- 23. November: Johann Hermann Sanning, deutschamerikanischer Baumeister († 1880)
- 24. November: Friedrich von Bianchi, österreichischer General († 1865)
- 28. November: Ludvig Mathias Lindeman, norwegischer Komponist († 1887)
- 30. November: Shelton Leake, US-amerikanischer Politiker († 1884)
- 06. Dezember: Louis Cabat, französischer Landschaftsmaler († 1893)
- 12. Dezember: John Sandfield Macdonald, kanadischer Politiker († 1872)
- 14. Dezember: Charles John Canning, britischer Staatsmann († 1862)
- 14. Dezember: Isidor Dannström, schwedischer Komponist († 1897)
- 18. Dezember: Jesse D. Bright, US-amerikanischer Politiker († 1875)
- 18. Dezember: Wiktor Każyński, polnischer Komponist († 1867)
- 22. Dezember: Bannon Goforth Thibodeaux, US-amerikanischer Politiker († 1866)
- 26. Dezember: Wilhelm Volckmar, deutscher Orgelvirtuose und Komponist († 1887)
- 28. Dezember: Ernst Gäbler, deutscher Unternehmer († 1876)
- 28. Dezember: Julius Rietz, deutscher Dirigent, Kompositionslehrer und Komponist († 1877)
- 31. Dezember: Johann Bast, deutschamerikanischer Architekt († 1880)

### Genaues Geburtsdatum unbekannt
- Otto Wassiljewitsch Bremer, russischer Architekt und Amateur-Entomologe († 1873)
- Tomàs Aguiló i Forteza, mallorquinischer Dichter, Schriftsteller und Journalist († 1884)

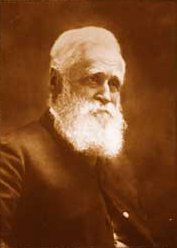
William Fox

- William Fox, Premierminister von Neuseeland († 1893)
- Francesc Daniel Molina i Casamajó, katalanischer Architekt († 1867)
- Auguste Nicolas Eugène Millon, französischer Chemiker († 1867)
- William King Sebastian, US-amerikanischer Politiker († 1865)
- Bernhard Solger, Architekt und städtischer Baurat von Nürnberg († 1889)
- Tachibana Akemi, japanischer Dichter († 1868)

## Gestorben

### Erstes Halbjahr

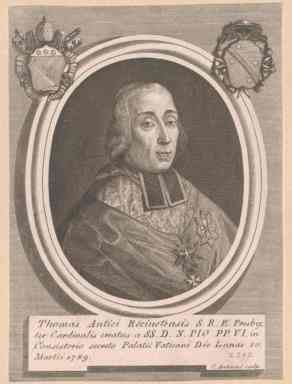
Tommaso Antici

- 04. Januar: Tommaso Antici, römisch-katholischer Kardinal (* 1731)
- 11. Januar: Henry Scott, 3. Duke of Buccleuch, schottischer Politiker (* 1746)
- 23. Januar: Robert Craufurd, britischer General (* 1764)
- 01. Februar: Maria Alberti, deutsche Malerin und Gründungsoberin der Clemensschwestern (* 1767)
- 07. Februar: Ägidius Maria vom Heiligen Joseph, italienischer Franziskaner und Heiliger (* 1729)
- 08. Februar: Friedrich Arnold Wilhelm Adolf Carl Arndts, deutscher Jurist (* 1753)
- 09. Februar: Franz Anton Hoffmeister, deutscher Komponist (* 1754)
- 17. Februar: Karl Gotthelf Lessing, Biograph und Nachlassverwalters seines Bruders Gotthold Ephraim Lessing (* 1740)
- 23. Februar: Louis Malus, französischer Ingenieur und Physiker (* 1775)
- 28. Februar: Johann Wilhelm von Archenholz, preußischer Historiker und Publizist (* 1741)
- 28. Februar: Hugo Kołłątaj, polnischer Politiker und Publizist (* 1750)
- 05. März: Fromet Mendelssohn, deutsche Haus- und Geschäftsfrau (* 1737)

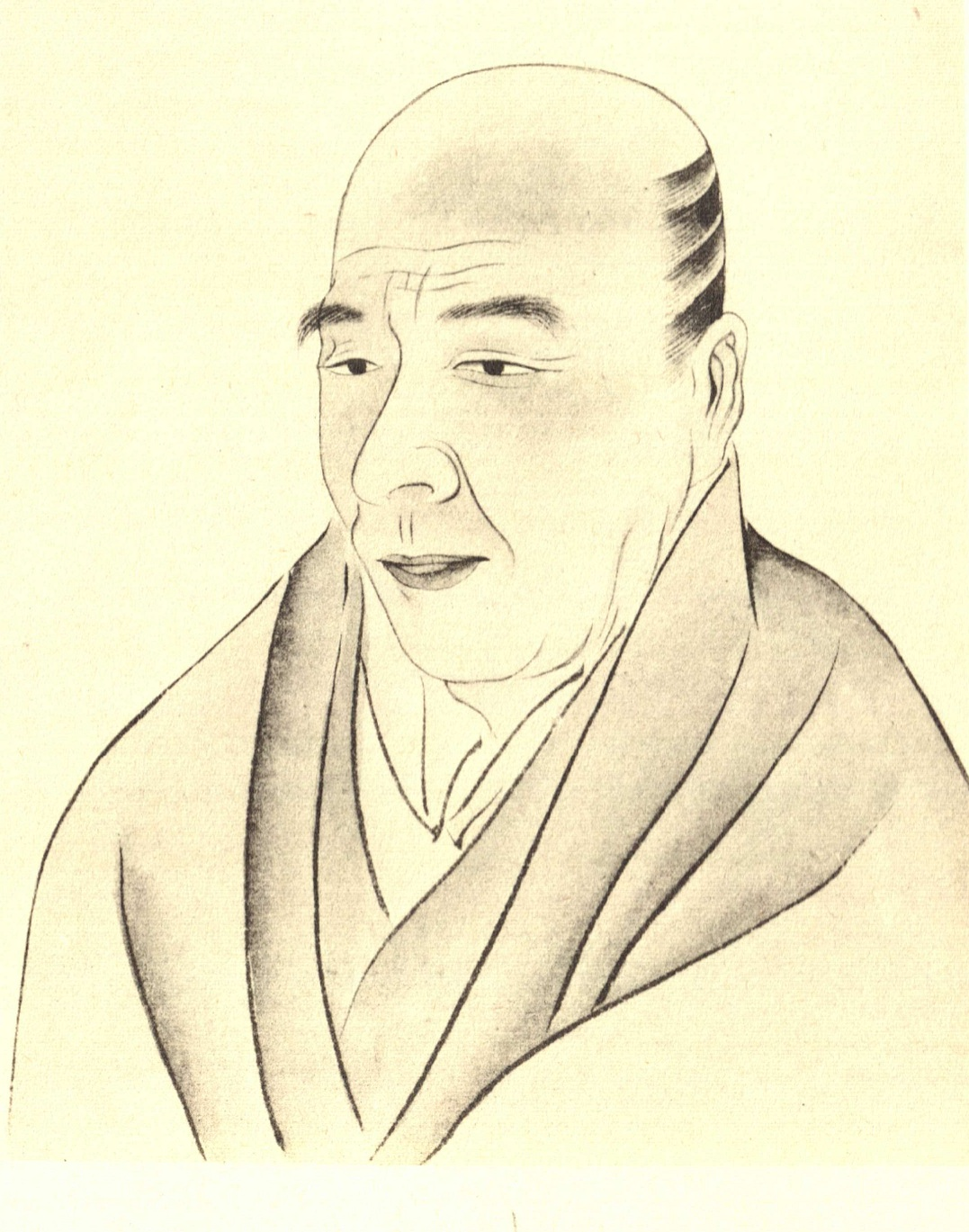
Porträt Murata Harumis von Tani Bunchō

- 07. März: Murata Harumi, japanischer Dichter und Kokugaku-Gelehrter (* 1746)
- 11. März: Philipp Jakob Loutherbourg der Jüngere, britisch-französischer Maler, Radierer und Aquatinta-Stecher (* 1740)
- 12. März: Johann Jakob Griesbach, Professor für das Neue Testament in Jena (* 1745)
- 13. März: Johannes le Francq van Berkhey, niederländischer Naturforscher, Dichter und Maler (* 1729)
- 18. März: Johann Gottlob Trampeli, deutscher Orgelbauer (* 1742)
- 19. März: Robert Gendre, Schweizer römisch-katholischer Geistlicher (* 1739)
- 20. März: Johann Ladislaus Dussek, tschechischer Pianist und Komponist (* 1760)
- 25. März: Paul Barandon, preußischer Geheimer Oberfinanzrat (* 1742)
- 29. März: Ludwig Christian Lichtenberg, Beamter und Wissenschaftler (* 1737)
- 30. März: Gunning Bedford, Jr., US-amerikanischer Politiker und Jurist und einer der Gründerväter der USA (* 1747)
- 01. April: Laurenz Janscha, österreichisch-slowenischer Maler und Radierer (* 1749)
- 03. April: Christoph Burckhardt, Schweizer Kaufmann und Sklavenhändler (* 1740)
- 03. April: Sebastian Solan Speth von Zwiefalten, österreichischer Feldmarschallleutnant (* 1754)
- 07. April: Johann Georg Kerner, Arzt, politischer Publizist, Chronist der französischen Revolution (* 1770)
- 10. April: Carl Christian Erhard Schmid, deutscher evangelischer Theologe und Philosoph (* 1761)
- 12. April: Johann Franz Brockmann, österreichischer Schauspieler (* 1745)
- 15. April: Olof Schwan, schwedischer Orgelbauer (* 1744)
- 15. April: Johann Friedrich von Waldstein-Wartenberg, Bischof von Seckau (* 1756)
- 16. April: Martin von Molitor, österreichischer Maler und Zeichner (* 1759)
- 16. April: Franz Anton von Weber, deutscher Musiker, Kapellmeister und Theaterdirektor (* 1734)
- 20. April: George Clinton, US-amerikanischer Politiker, Vizepräsident der USA (* 1739)
- 22. April: Viktor II. Karl Friedrich, Fürst von Anhalt-Bernburg-Schaumburg-Hoym (* 1767)
- 26. April: Friedrich Henneberg, braunschweigischer Staatsmann (* 1748)
- 05. Mai: August Christian Friedrich, Herzog von Anhalt-Köthen (* 1769)
- 05. Mai: Nivard Schlimbach, deutscher Zisterzienser-Abt (* 1747)
- 07. Mai: Gottlieb Schick, deutscher Maler des Klassizismus (* 1776)
- 11. Mai: Spencer Perceval, britischer Politiker und Premierminister (* 1762)
- 13. Mai: Johannes Matthias Sperger, österreichischer Komponist (* 1750)
- 18. Mai: John Bellingham, britischer Attentäter (* 1770)
- 20. Mai: Hieronymus von Colloredo, Bischof von Gurk und Fürsterzbischof von Salzburg (* 1732)
- 21. Mai: Joseph Wölfl, österreichischer Pianist und Komponist (* 1773)
- 23. Mai: Louis Dutens, französischer Schriftsteller (* 1730)
- 01. Juni: Miguel de la Grúa Talamanca y Branciforte, spanischer Kolonialverwalter und Vizekönig von Neuspanien (* 1750)
- 09. Juni: Wilhelm Ludwig Bauer, deutscher Jurist (* 1753)
- 16. Juni: Franz Pforr, deutscher Maler der Romantik (* 1788)
- 21. Juni: Johann Friedrich August Tischbein, deutscher (Familienporträt)-Maler (* 1750)

### Zweites Halbjahr
- 02. Juli: Peter Gansevoort, US-amerikanischer General (* 1749)
- 10. Juli: Carl Ludwig Willdenow, deutscher Botaniker (* 1765)
- 14. Juli: Christian Gottlob Heyne, deutscher Professor der Altertumswissenschaft (* 1729)
- 16. Juni: Franz Pforr, deutscher Maler (* 1788)
- 23. Juli: August Gottlieb Richter, deutscher Chirurg (* 1742)
- 24. Juli: Joseph Schuster, deutscher Opernkomponist (* 1748)
- 24. Juli: Louis Thomas Villaret de Joyeuse, französischer Admiral und Politiker (* 1747)
- 27. Juli: Wolfgang Moritz von Prittwitz, preußischer Generalleutnant (* 1731)
- 27. Juli: Clemens Wenzeslaus von Sachsen, letzter Kurfürst von Trier (* 1739)
- 01. August: Jakow Petrowitsch Kulnew, russischer Kommandant (* 1763)
- 18. August: Jean-Joseph Rodolphe, elsässischer Hornist, Geiger, Komponist und Musikpädagoge (* 1730)
- 18. August: Johann August Weppen, deutscher Beamter und Schriftsteller (* 1741)
- 19. August: Vincenzo Righini, italienischer Komponist (* 1756)
- 20. August: Johann Daniel Salzmann, Straßburger Jurist und Popularphilospoph (* 1722)
- 23. August: Bernhard Erasmus von Deroy, bayerischer General (* 1743)
- 30. August: Gabriel-Marie Legouvé, französischer Schriftsteller, Übersetzer und Dramaturg (* 1764)
- 30. August: George Mathews, britisch-amerikanischer Politiker (* 1739)

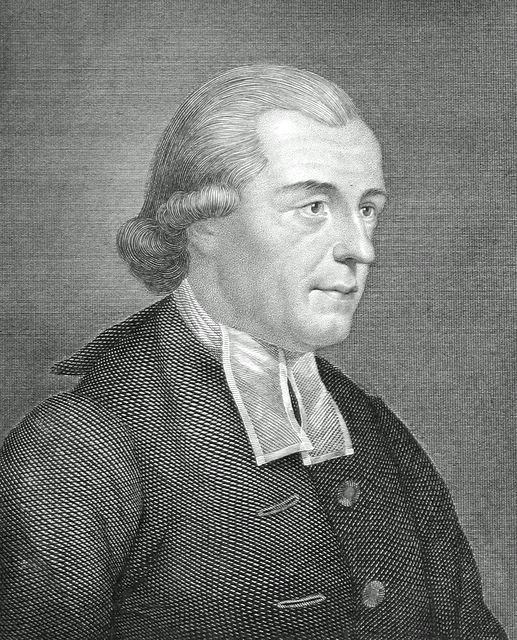
Franz Volkmar Reinhard

- 06. September: Franz Volkmar Reinhard, evangelischer Theologe (* 1753)
- 07. September: Auguste de Caulaincourt, französischer General (* 1777)
- 07. September: Léonard Huard de Saint-Aubin, französischer General (* 1770)
- 08. September: Heinrich Philipp Bossler, deutscher Musikverleger, Impresario, Sekretär und Kammerdiener (* 1744)
- 19. September: Mayer Amschel Rothschild, Bankier und Dynastiegründer (* 1744)
- 21. September: Emanuel Schikaneder, Schauspieler, Regisseur und Theaterdirektor (* 1751)
- 24. September: Pjotr Iwanowitsch Bagration, russischer General und Feldherr (* 1765)
- 24. September: Franz von Minucci, bayerischer Generalmajor (* 1767)
- 24. September: Friedrich Karl August, Fürst von Waldeck (* 1743)
- 25. September: Thomas Boone, britischer Gouverneur der Province of New Jersey und der Province of South Carolina (* um 1730)
- 03. Oktober: Pierre Dallery, französischer Orgelbauer (* 1735)
- 13. Oktober: Arnold Ignaz Ernst Ferdinand Cajetan Theodor, deutscher Schriftsteller und Organist (* 1774)
- 13. Oktober: Isaac Brock, britischer General (* 1769)
- 22. Oktober: Joel Barlow, nordamerikanischer Dichter, Staatsmann und politischer Schriftsteller (* 1754)
- 29. Oktober: Victor-Claude-Alexandre Fanneau de Lahorie, französischer General (* 1766)
- 29. Oktober: Emmanuel-Maximilien-Joseph Guidal, französischer General (* 1764)
- 29. Oktober: Claude François de Malet, französischer General (* 1754)
- 01. November: Laurent-Benoît Dewez, Architekt der Österreichischen Niederlande (* 1731)
- 07. November: Matwei Fjodorowitsch Kasakow, russischer Architekt (* 1738)
- 16. November: John Walter (der Ältere), Gründer der Zeitschrift „The Times“ (* 1739)
- 11. Dezember: Petrus Abresch, niederländischer reformierter Theologe (* 1736)
- 12. Dezember: Carlo Luca Pozzi, Schweizer Stuckateur (* 1734)
- 12. Dezember: Stanisław Trembecki, polnischer Dichter (* 1739)
- 13. Dezember: Marianna Martines, österreichische Komponistin, Cembalistin und Sängerin (* 1744)
- 17. Dezember: Joachim Thomas Schuhbauer, deutscher Benediktinerpater und Pädagoge (* 1743)
- 19. Dezember: Konrad Wilhelm Ledderhose, deutscher Jurist (* 1751)
- 21. Dezember: Jean Baptiste Eblé, französischer General und Kriegsminister des Königreichs Westphalen (* 1758)
- 22. Dezember: Sacajawea, Shoshone-Indianerin, Mitglied der Lewis-und-Clark-Expedition (* 1788)
- 24. Dezember: Friedrich, Fürst von Anhalt-Bernburg-Schaumburg-Hoym (* 1741)
- 27. Dezember: Georg, Herzog von Oldenburg (* 1784)
- 27. Dezember: Shneur Zalman von Liadi, Begründer des Chabad Chassidismus (* 1745)
- 00. Dezember: Michel Joseph Gebauer, französischer Komponist, Professor und Oboist (* 1765)
- 00. Dezember: Albrecht Rudolf von Wattenwyl, Schweizer Offizier in französischen Diensten, Baron de l’Empire, Ritter der Ehrenlegion (* 1789)

### Genaues Todesdatum unbekannt
- Johannes Äbersold, Schweizer Ebenist (* 1737)
- Arslan Mehmed-paša, Großgouverneur des Paschalik Bosniens (* 1745)